# Copa de la UEFA 2007-08
La Copa de la UEFA 2007-08 es la edición número 37 en la historia de la competición. El torneo comenzó el 19 de julio de 2007 con las rondas clasificatorias, dándose inicio al torneo principal el 20 de septiembre de 2007. La final se disputó en el Estadio Ciudad de Mánchester (Inglaterra), el 14 de mayo de 2008. El Zenit San Petersburgo venció en la final al Rangers por 2-0, consiguiendo su primer título continental y el segundo para su país.
Un total de 157 equipos de 53 federaciones nacionales distintas participaron en este torneo. Cada país tuvo entre uno a cuatro representantes en este torneo, dependiendo de sus coeficientes UEFA. Montenegro hizo su debut en esta edición tras el ingreso de su federación en la UEFA.

## Rondas preliminares

### Primera fase clasificatoria

#### Zona Norte
| Equipo Local Ida      | Resultado | Equipo Visitante Ida  | Ida                                                                                                   | Vuelta                                                                                                |
| --------------------- | --------- | --------------------- | --- | --- |
| B36 Tórshavn          | 3:6       | FK Ekranas            | 1:3 (enlace roto disponible en Internet Archive; véase el historial, la primera versión y la última). | 2:3 (enlace roto disponible en Internet Archive; véase el historial, la primera versión y la última). |
| AC Libertas           | 1:4       | Drogheda United       | 1:1 (enlace roto disponible en Internet Archive; véase el historial, la primera versión y la última). | 0:3 (enlace roto disponible en Internet Archive; véase el historial, la primera versión y la última). |
| Rhyl FC               | 3:3(v)    | FC Haka               | 3:1 (enlace roto disponible en Internet Archive; véase el historial, la primera versión y la última). | 0:2 (enlace roto disponible en Internet Archive; véase el historial, la primera versión y la última). |
| Carmarthen Town       | 3:14      | SK Brann              | 0:8 (enlace roto disponible en Internet Archive; véase el historial, la primera versión y la última). | 3:6 (enlace roto disponible en Internet Archive; véase el historial, la primera versión y la última). |
| FC Flora Tallinn      | 0:2       | Vålerenga IF          | 0:1 (enlace roto disponible en Internet Archive; véase el historial, la primera versión y la última). | 0:1 (enlace roto disponible en Internet Archive; véase el historial, la primera versión y la última). |
| MyPa                  | 2:1       | EB/Streymur           | 1:0 (enlace roto disponible en Internet Archive; véase el historial, la primera versión y la última). | 1:1 (enlace roto disponible en Internet Archive; véase el historial, la primera versión y la última). |
| Dungannon Swifts      | 1:4       | FK Sūduva             | 1:0 (enlace roto disponible en Internet Archive; véase el historial, la primera versión y la última). | 0:4 (enlace roto disponible en Internet Archive; véase el historial, la primera versión y la última). |
| Lillestrøm SK         | 2:2(v)    | UN Käerjéng 97        | 2:1 (enlace roto disponible en Internet Archive; véase el historial, la primera versión y la última). | 0:1 (enlace roto disponible en Internet Archive; véase el historial, la primera versión y la última). |
| FK Liepājas Metalurgs | 3:2       | FC Dinamo Brest       | 1:1 (enlace roto disponible en Internet Archive; véase el historial, la primera versión y la última). | 2:1 (enlace roto disponible en Internet Archive; véase el historial, la primera versión y la última). |
| Helsingborgs IF       | 9:0       | JK Narva Trans        | 6:0 (enlace roto disponible en Internet Archive; véase el historial, la primera versión y la última). | 3:0 (enlace roto disponible en Internet Archive; véase el historial, la primera versión y la última). |
| Keflavík ÍF           | 4:4(v)    | FC Midtjylland        | 3:2 (enlace roto disponible en Internet Archive; véase el historial, la primera versión y la última). | 1:2 (enlace roto disponible en Internet Archive; véase el historial, la primera versión y la última). |
| BK Häcken             | 2:1       | KR Rejkjavík          | 1:1 (enlace roto disponible en Internet Archive; véase el historial, la primera versión y la última). | 1:0 (enlace roto disponible en Internet Archive; véase el historial, la primera versión y la última). |
| St Patrick's Athletic | 0:5       | Odense BK             | 0:0 (enlace roto disponible en Internet Archive; véase el historial, la primera versión y la última). | 0:5 (enlace roto disponible en Internet Archive; véase el historial, la primera versión y la última). |
| HJK Helsinki          | 3:0       | FC Etzella Ettelbruck | 2:0 (enlace roto disponible en Internet Archive; véase el historial, la primera versión y la última). | 1:0 (enlace roto disponible en Internet Archive; véase el historial, la primera versión y la última). |
| Glentoran FC          | 0:9       | AIK Solna             | 0:5 (enlace roto disponible en Internet Archive; véase el historial, la primera versión y la última). | 0:4 (enlace roto disponible en Internet Archive; véase el historial, la primera versión y la última). |
| Skonto FC             | 1:3       | FC Dinamo Minsk       | 1:1 (enlace roto disponible en Internet Archive; véase el historial, la primera versión y la última). | 0:2 (enlace roto disponible en Internet Archive; véase el historial, la primera versión y la última). |

#### Zona Centro-Este
| Equipo Local Ida      | Resultado  | Equipo Visitante Ida | Ida                                                                                                   | Vuelta                                                                                                |
| --------------------- | ---------- | -------------------- | --- | --- |
| FC ViOn Zlaté Moravce | 4:2        | FC Alma-Ata          | 3:1 (enlace roto disponible en Internet Archive; véase el historial, la primera versión y la última). | 1:1 (enlace roto disponible en Internet Archive; véase el historial, la primera versión y la última). |
| MTK Budapest          | 2:2(v)     | Mika FC              | 2:1 (enlace roto disponible en Internet Archive; véase el historial, la primera versión y la última). | 0:1 (enlace roto disponible en Internet Archive; véase el historial, la primera versión y la última). |
| MKT Araz              | 0:1        | Groclin Grodzisk     | 0:0 (enlace roto disponible en Internet Archive; véase el historial, la primera versión y la última). | 0:1 (enlace roto disponible en Internet Archive; véase el historial, la primera versión y la última). |
| GKS Bełchatów         | (p 4-2)2:2 | FC Ameri Tbilisi     | 2:0 (enlace roto disponible en Internet Archive; véase el historial, la primera versión y la última). | 0:2 (enlace roto disponible en Internet Archive; véase el historial, la primera versión y la última). |
| Artmedia Bratislava   | (v)3:3     | CSF Zimbru Chisinau  | 1:1 (enlace roto disponible en Internet Archive; véase el historial, la primera versión y la última). | 2:2 (enlace roto disponible en Internet Archive; véase el historial, la primera versión y la última). |
| FC Banants            | 1:5        | BSC Young Boys       | 1:1 (enlace roto disponible en Internet Archive; véase el historial, la primera versión y la última). | 0:4 (enlace roto disponible en Internet Archive; véase el historial, la primera versión y la última). |
| FC Nistru Otaci       | 2:2(4-5 p) | Budapest Honvéd FC   | 1:1 (enlace roto disponible en Internet Archive; véase el historial, la primera versión y la última). | 1:1 (enlace roto disponible en Internet Archive; véase el historial, la primera versión y la última). |
| SV Ried               | 4:3        | PFC Neftchi          | 3:1 (enlace roto disponible en Internet Archive; véase el historial, la primera versión y la última). | 1:2 (enlace roto disponible en Internet Archive; véase el historial, la primera versión y la última). |
| FC Dinamo Tbilisi     | 2:0        | FC Vaduz             | 2:0 (enlace roto disponible en Internet Archive; véase el historial, la primera versión y la última). | 0:0 (enlace roto disponible en Internet Archive; véase el historial, la primera versión y la última). |
| FK Aktobe             | 3:4        | SV Mattersburg       | 1:0 (enlace roto disponible en Internet Archive; véase el historial, la primera versión y la última). | 2:4 (enlace roto disponible en Internet Archive; véase el historial, la primera versión y la última). |

#### Zona Sur-Mediterráneo
| Equipo Local Ida     | Resultado | Equipo Visitante Ida    | Ida                                                                                                   | Vuelta                                                                                                |
| -------------------- | --------- | ----------------------- | --- | --- |
| Buducnost Podgorica  | 1:2       | Hajduk Split            | 1:1 (enlace roto disponible en Internet Archive; véase el historial, la primera versión y la última). | 0:1 (enlace roto disponible en Internet Archive; véase el historial, la primera versión y la última). |
| AC Omonia            | 4:0       | FK Rudar                | 2:0 (enlace roto disponible en Internet Archive; véase el historial, la primera versión y la última). | 2:0 (enlace roto disponible en Internet Archive; véase el historial, la primera versión y la última). |
| NK Slaven Koprivnica | 8:4       | KS Teuta                | 6:2 (enlace roto disponible en Internet Archive; véase el historial, la primera versión y la última). | 2:2 (enlace roto disponible en Internet Archive; véase el historial, la primera versión y la última). |
| FK Bezanija          | 2:2(v)    | KS Besa                 | 2:2 (enlace roto disponible en Internet Archive; véase el historial, la primera versión y la última). | 0:0 (enlace roto disponible en Internet Archive; véase el historial, la primera versión y la última). |
| Sliema Wanderers FC  | 0:7       | PFC Litex Lovech        | 0:3 (enlace roto disponible en Internet Archive; véase el historial, la primera versión y la última). | 0:4 (enlace roto disponible en Internet Archive; véase el historial, la primera versión y la última). |
| FK Vojvodina         | 7:1       | Hibernians FC           | 5:1 (enlace roto disponible en Internet Archive; véase el historial, la primera versión y la última). | 2:0 (enlace roto disponible en Internet Archive; véase el historial, la primera versión y la última). |
| FC Santa Coloma      | 1:4       | Maccabi Tel Aviv        | 1:0 (enlace roto disponible en Internet Archive; véase el historial, la primera versión y la última). | 0:4 (enlace roto disponible en Internet Archive; véase el historial, la primera versión y la última). |
| NK Široki Brijeg     | 6:3       | FC Koper                | 3:1 (enlace roto disponible en Internet Archive; véase el historial, la primera versión y la última). | 3:2 (enlace roto disponible en Internet Archive; véase el historial, la primera versión y la última). |
| FK Vardar            | 0:2       | Anorthosis Famagusta FC | 0:1 (enlace roto disponible en Internet Archive; véase el historial, la primera versión y la última). | 0:1 (enlace roto disponible en Internet Archive; véase el historial, la primera versión y la última). |
| ND Gorica            | 2:4       | FK Rabotnički           | 1:2 (enlace roto disponible en Internet Archive; véase el historial, la primera versión y la última). | 1:2 (enlace roto disponible en Internet Archive; véase el historial, la primera versión y la última). |
| NK Zrinjski          | 1:11      | Partizan Belgrado       | 1:6 (enlace roto disponible en Internet Archive; véase el historial, la primera versión y la última). | 0:5 (enlace roto disponible en Internet Archive; véase el historial, la primera versión y la última). |

### Segunda fase clasificatoria

#### Zona Norte
| Equipo Local Ida      | Resultado | Equipo Visitante Ida | Ida                                                                                                   | Vuelta                                                                                                |
| --------------------- | --------- | -------------------- | --- | --- |
| MyPa                  | 0:3       | Blackburn Rovers     | 0:1 (enlace roto disponible en Internet Archive; véase el historial, la primera versión y la última). | 0:2 (enlace roto disponible en Internet Archive; véase el historial, la primera versión y la última). |
| Drogheda United       | 1:4       | Helsingborgs IF      | 1:1 (enlace roto disponible en Internet Archive; véase el historial, la primera versión y la última). | 0:3 (enlace roto disponible en Internet Archive; véase el historial, la primera versión y la última). |
| FK Liepājas Metalurgs | 3:4       | AIK Solna            | 3:2 (enlace roto disponible en Internet Archive; véase el historial, la primera versión y la última). | 0:2 (enlace roto disponible en Internet Archive; véase el historial, la primera versión y la última). |
| HJK Helsinki          | 2:4       | AaB Aalborg          | 2:1 (enlace roto disponible en Internet Archive; véase el historial, la primera versión y la última). | 0:3 (enlace roto disponible en Internet Archive; véase el historial, la primera versión y la última). |
| FK Ekranas            | 1:7       | Vålerenga IF         | 1:1 (enlace roto disponible en Internet Archive; véase el historial, la primera versión y la última). | 0:6 (enlace roto disponible en Internet Archive; véase el historial, la primera versión y la última). |
| Dunfermline FC        | 1:2       | BK Häcken            | 1:1 (enlace roto disponible en Internet Archive; véase el historial, la primera versión y la última). | 0:1 (enlace roto disponible en Internet Archive; véase el historial, la primera versión y la última). |
| SK Brann              | 6:4       | FK Sūduva            | 2:1 (enlace roto disponible en Internet Archive; véase el historial, la primera versión y la última). | 4:3 (enlace roto disponible en Internet Archive; véase el historial, la primera versión y la última). |
| FC Haka               | 3:7       | FC Midtjylland       | 1:2 (enlace roto disponible en Internet Archive; véase el historial, la primera versión y la última). | 2:5 (enlace roto disponible en Internet Archive; véase el historial, la primera versión y la última). |
| FC Dinamo Minsk       | 1:5       | Odense BK            | 1:1 (enlace roto disponible en Internet Archive; véase el historial, la primera versión y la última). | 0:4 (enlace roto disponible en Internet Archive; véase el historial, la primera versión y la última). |
| UN Käerjéng 97        | 0:4       | Standard Lieja       | 0:3 (enlace roto disponible en Internet Archive; véase el historial, la primera versión y la última). | 0:1 (enlace roto disponible en Internet Archive; véase el historial, la primera versión y la última). |
| Hammarby IF           | 3:2       | Fredrikstad FK       | 2:1 (enlace roto disponible en Internet Archive; véase el historial, la primera versión y la última). | 1:1 (enlace roto disponible en Internet Archive; véase el historial, la primera versión y la última). |

#### Zona Centro-Este
| Equipo Local Ida      | Resultado | Equipo Visitante Ida  | Ida                                                                                                   | Vuelta                                                                                                |
| --------------------- | --------- | --------------------- | --- | --- |
| FC Basel              | 6:1       | SV Mattersburg        | 2:1 (enlace roto disponible en Internet Archive; véase el historial, la primera versión y la última). | 4:0 (enlace roto disponible en Internet Archive; véase el historial, la primera versión y la última). |
| SV Ried               | 1:4       | FC Sion               | 1:1 (enlace roto disponible en Internet Archive; véase el historial, la primera versión y la última). | 0:3 (enlace roto disponible en Internet Archive; véase el historial, la primera versión y la última). |
| Mika FC               | 2:3       | Artmedia Bratislava   | 2:1 (enlace roto disponible en Internet Archive; véase el historial, la primera versión y la última). | 0:2 (enlace roto disponible en Internet Archive; véase el historial, la primera versión y la última). |
| FC Dnipro Dn          | 5:3       | GKS Bełchatów         | 1:1 (enlace roto disponible en Internet Archive; véase el historial, la primera versión y la última). | 4:2 (enlace roto disponible en Internet Archive; véase el historial, la primera versión y la última). |
| Budapest Honvéd FC    | 0:4       | Hamburgo SV           | 0:0 (enlace roto disponible en Internet Archive; véase el historial, la primera versión y la última). | 0:4 (enlace roto disponible en Internet Archive; véase el historial, la primera versión y la última). |
| BSC Young Boys        | 2:6       | RC Lens               | 1:1 (enlace roto disponible en Internet Archive; véase el historial, la primera versión y la última). | 1:5 (enlace roto disponible en Internet Archive; véase el historial, la primera versión y la última). |
| Tobol Kustanai        | 0:3       | Groclin Grodzisk      | 0:1 (enlace roto disponible en Internet Archive; véase el historial, la primera versión y la última). | 0:3 (enlace roto disponible en Internet Archive; véase el historial, la primera versión y la última). |
| Austria Viena         | 5:4       | FK Jablonec           | 4:3 (enlace roto disponible en Internet Archive; véase el historial, la primera versión y la última). | 1:1 (enlace roto disponible en Internet Archive; véase el historial, la primera versión y la última). |
| FC ViOn Zlaté Moravce | 0:5       | Zenit San Petersburgo | 0:2 (enlace roto disponible en Internet Archive; véase el historial, la primera versión y la última). | 0:3 (enlace roto disponible en Internet Archive; véase el historial, la primera versión y la última). |
| FC Dinamo Tbilisi     | 0:8       | Rapid Viena           | 0:3 (enlace roto disponible en Internet Archive; véase el historial, la primera versión y la última). | 0:5 (enlace roto disponible en Internet Archive; véase el historial, la primera versión y la última). |

#### Zona Sur-Mediterráneo
| Equipo Local Ida     | Resultado | Equipo Visitante Ida    | Ida                                                                                                   | Vuelta                                                                                                |
| -------------------- | --------- | ----------------------- | --- | --- |
| Lokomotiv Sofia      | 3:1       | Oţelul Galaţi           | 3:1 (enlace roto disponible en Internet Archive; véase el historial, la primera versión y la última). | 0:0 (enlace roto disponible en Internet Archive; véase el historial, la primera versión y la última). |
| CFR Cluj             | 1:3       | Anorthosis Famagusta FC | 1:3 (enlace roto disponible en Internet Archive; véase el historial, la primera versión y la última). | 0:0 (enlace roto disponible en Internet Archive; véase el historial, la primera versión y la última). |
| FK Rabotnički        | 2:1       | NK Zrinjski             | 0:0 (enlace roto disponible en Internet Archive; véase el historial, la primera versión y la última). | 2:1 (enlace roto disponible en Internet Archive; véase el historial, la primera versión y la última). |
| NK Slaven Koprivnica | 2:4       | Galatasaray             | 1:2 (enlace roto disponible en Internet Archive; véase el historial, la primera versión y la última). | 1:2 (enlace roto disponible en Internet Archive; véase el historial, la primera versión y la última). |
| União de Leiria      | 1:0       | Maccabi Netanya         | 0:0 (enlace roto disponible en Internet Archive; véase el historial, la primera versión y la última). | 1:0 (enlace roto disponible en Internet Archive; véase el historial, la primera versión y la última). |
| HNK Hajduk Split     | 1:2       | Sampdoria               | 0:1 (enlace roto disponible en Internet Archive; véase el historial, la primera versión y la última). | 1:1 (enlace roto disponible en Internet Archive; véase el historial, la primera versión y la última). |
| KS Besa              | 0:6       | PFC Litex Lovech        | 0:3 (enlace roto disponible en Internet Archive; véase el historial, la primera versión y la última). | 0:3 (enlace roto disponible en Internet Archive; véase el historial, la primera versión y la última). |
| Maccabi Tel Aviv     | 2:4       | Erciyesspor             | 1:1 (enlace roto disponible en Internet Archive; véase el historial, la primera versión y la última). | 1:3 (enlace roto disponible en Internet Archive; véase el historial, la primera versión y la última). |
| Atlético de Madrid   | 5:1       | FK Vojvodina            | 3:0 (enlace roto disponible en Internet Archive; véase el historial, la primera versión y la última). | 2:1 (enlace roto disponible en Internet Archive; véase el historial, la primera versión y la última). |
| NK Široki Brijeg     | 0:6       | Hapoel Tel-Aviv         | 0:3 (enlace roto disponible en Internet Archive; véase el historial, la primera versión y la última). | 0:3 (enlace roto disponible en Internet Archive; véase el historial, la primera versión y la última). |
| AC Omonia            | 2:3       | CSKA Sofia              | 1:1 (enlace roto disponible en Internet Archive; véase el historial, la primera versión y la última). | 1:2 (enlace roto disponible en Internet Archive; véase el historial, la primera versión y la última). |

## Primera ronda
La primera ronda de la competición consistió en emparejamientos a doble partido entre los 80 equipos clasificados finalmente. 32 de ellos lo habían conseguido directamente, otros 32 lo consiguieron en las fase de clasificación previas, y a ellos se unieron los 16 equipos que no consiguieron acceder a la Liga de Campeones de la UEFA en su última ronda de clasificación.
Según el sorteo celebrado en Mónaco el día 31 de agosto de 2007, se formaron 40 emparejamientos con cabezas de serie y la restricción de no jugar equipos del mismo país entre sí. La eliminatoria consistió en dos partidos de ida y vuelta, disputados el 20 de septiembre y el 5 de octubre, respectivamente.
| Equipo Local Ida      | Resultado    | Equipo Visitante Ida  | Ida                                                                                                   | Vuelta |
| --------------------- | ------------ | --------------------- | --- | --- |
| Midtjylland           | 1:5          | Lokomotiv Moscú       | 1:3 (enlace roto disponible en Internet Archive; véase el historial, la primera versión y la última). | 0:2 (enlace roto disponible en Internet Archive; véase el historial, la primera versión y la última).        |
| Groningen             | 2:2 (3-4 p.) | Fiorentina            | 1:1 (enlace roto disponible en Internet Archive; véase el historial, la primera versión y la última). | 1:1 (enlace roto disponible en Internet Archive; véase el historial, la primera versión y la última).        |
| Rabotnički            | 1:2          | Bolton Wanderers      | 1:1 (enlace roto disponible en Internet Archive; véase el historial, la primera versión y la última). | 0:1 (enlace roto disponible en Internet Archive; véase el historial, la primera versión y la última).        |
| AEK Atenas            | 3:1          | Red Bull Salzburgo    | 3:0 (enlace roto disponible en Internet Archive; véase el historial, la primera versión y la última). | 0:1 (enlace roto disponible en Internet Archive; véase el historial, la primera versión y la última).        |
| Núremberg             | (v.) 2:2     | Rapid Bucarest        | 0:0 (enlace roto disponible en Internet Archive; véase el historial, la primera versión y la última). | 2:2 (enlace roto disponible en Internet Archive; véase el historial, la primera versión y la última).        |
| Everton               | 4:3          | Metalist Járkov       | 1:1 (enlace roto disponible en Internet Archive; véase el historial, la primera versión y la última). | 3:2 (enlace roto disponible en Internet Archive; véase el historial, la primera versión y la última).        |
| Zenit San Petersburgo | 4:1          | Standard Lieja        | 3:0 (enlace roto disponible en Internet Archive; véase el historial, la primera versión y la última). | 1:1 (enlace roto disponible en Internet Archive; véase el historial, la primera versión y la última).        |
| Bayer Leverkusen      | 5:4          | União de Leiria       | 3:1 (enlace roto disponible en Internet Archive; véase el historial, la primera versión y la última). | 2:3 (enlace roto disponible en Internet Archive; véase el historial, la primera versión y la última).        |
| Villarreal            | 6:1          | BATE Borisov          | 4:1 (enlace roto disponible en Internet Archive; véase el historial, la primera versión y la última). | 2:0 (enlace roto disponible en Internet Archive; véase el historial, la primera versión y la última).        |
| Sion                  | 4:7          | Galatasaray           | 3:2 (enlace roto disponible en Internet Archive; véase el historial, la primera versión y la última). | 1:5 (enlace roto disponible en Internet Archive; véase el historial, la primera versión y la última).        |
| Atlético de Madrid    | 9:0          | Erciyesspor           | 4:0 (enlace roto disponible en Internet Archive; véase el historial, la primera versión y la última). | 5:0 (enlace roto disponible en Internet Archive; véase el historial, la primera versión y la última).        |
| Tampere United        | 3:4          | Girondins de Bordeaux | 2:3 (enlace roto disponible en Internet Archive; véase el historial, la primera versión y la última). | 1:1 (enlace roto disponible en Internet Archive; véase el historial, la primera versión y la última).        |
| Artmedia Bratislava   | 1:5          | Panathinaikos         | 1:2 (enlace roto disponible en Internet Archive; véase el historial, la primera versión y la última). | 0:3 (enlace roto disponible en Internet Archive; véase el historial, la primera versión y la última).        |
| Sparta Praga          | (p. 4-3) 0:0 | Odense BK             | 0:0 (enlace roto disponible en Internet Archive; véase el historial, la primera versión y la última). | 0:0 (enlace roto disponible en Internet Archive; véase el historial, la primera versión y la última).        |
| Empoli                | 2:4          | Zürich                | 2:1 (enlace roto disponible en Internet Archive; véase el historial, la primera versión y la última). | 0:3 (enlace roto disponible en Internet Archive; véase el historial, la primera versión y la última).        |
| Sochaux               | 1:2          | Panionios             | 0:2 (enlace roto disponible en Internet Archive; véase el historial, la primera versión y la última). | 1:0 (enlace roto disponible en Internet Archive; véase el historial, la primera versión y la última).        |
| Anderlecht            | 2:1          | Rapid Viena           | 1:1 (enlace roto disponible en Internet Archive; véase el historial, la primera versión y la última). | 1:0 (enlace roto disponible en Internet Archive; véase el historial, la primera versión y la última).        |
| Paços de Ferreira     | 0:1          | AZ Alkmaar            | 0:1 (enlace roto disponible en Internet Archive; véase el historial, la primera versión y la última). | 0:0 (enlace roto disponible en Internet Archive; véase el historial, la primera versión y la última).        |
| Sampdoria             | 2:2 (v.)     | AaB Aalborg           | 2:2 (enlace roto disponible en Internet Archive; véase el historial, la primera versión y la última). | 0:0 (enlace roto disponible en Internet Archive; véase el historial, la primera versión y la última).        |
| Spartak Moscú         | 8:1          | BK Häcken             | 5:0 (enlace roto disponible en Internet Archive; véase el historial, la primera versión y la última). | 3:1 (enlace roto disponible en Internet Archive; véase el historial, la primera versión y la última).        |
| Hammarby IF           | 2:5          | Sporting Braga        | 2:1 (enlace roto disponible en Internet Archive; véase el historial, la primera versión y la última). | 0:4 (enlace roto disponible en Internet Archive; véase el historial, la primera versión y la última).        |
| AE Larisa             | 3:2          | Blackburn Rovers      | 2:0 (enlace roto disponible en Internet Archive; véase el historial, la primera versión y la última). | 1:2 (enlace roto disponible en Internet Archive; véase el historial, la primera versión y la última).        |
| Mladá Boleslav        | (p 4-2)1:1   | US Palermo            | 0:1 (enlace roto disponible en Internet Archive; véase el historial, la primera versión y la última). | 1:0 (enlace roto disponible en Internet Archive; véase el historial, la primera versión y la última).        |
| Dinamo Zagreb         | (v.) 3:3     | Ajax Ámsterdam        | 0:1 (enlace roto disponible en Internet Archive; véase el historial, la primera versión y la última). | (pr)3:2 (enlace roto disponible en Internet Archive; véase el historial, la primera versión y la última).    |
| Lokomotiv Sofia       | 3:4          | Rennes                | 1:3 (enlace roto disponible en Internet Archive; véase el historial, la primera versión y la última). | 2:1 (enlace roto disponible en Internet Archive; véase el historial, la primera versión y la última).        |
| Brann                 | (v.) 2:2     | Brujas                | 0:1 (enlace roto disponible en Internet Archive; véase el historial, la primera versión y la última). | 2:1 (enlace roto disponible en Internet Archive; véase el historial, la primera versión y la última).        |
| Bayern de Múnich      | 3:0          | Belenenses            | 1:0 (enlace roto disponible en Internet Archive; véase el historial, la primera versión y la última). | 2:0 (enlace roto disponible en Internet Archive; véase el historial, la primera versión y la última).        |
| Aberdeen              | (v.) 1:1     | Dnipro Dnipropetrovsk | 0:0 (enlace roto disponible en Internet Archive; véase el historial, la primera versión y la última). | 1:1 (enlace roto disponible en Internet Archive; véase el historial, la primera versión y la última).        |
| Heerenveen            | 6:8          | Helsingborgs IF       | 5:3 (enlace roto disponible en Internet Archive; véase el historial, la primera versión y la última). | 1:5 (enlace roto disponible en Internet Archive; véase el historial, la primera versión y la última).        |
| Toulouse              | (v.) 1:1     | CSKA Sofia            | 0:0 (enlace roto disponible en Internet Archive; véase el historial, la primera versión y la última). | 1:1 (enlace roto disponible en Internet Archive; véase el historial, la primera versión y la última).        |
| Litex Lovech          | 1:4          | Hamburgo              | 0:1 (enlace roto disponible en Internet Archive; véase el historial, la primera versión y la última). | 1:3 (enlace roto disponible en Internet Archive; véase el historial, la primera versión y la última).        |
| Sarajevo              | 1:8          | Basel                 | 1:2 (enlace roto disponible en Internet Archive; véase el historial, la primera versión y la última). | 0:6 (enlace roto disponible en Internet Archive; véase el historial, la primera versión y la última).        |
| Austria Viena         | 4:2          | Vålerenga IF          | 2:0 (enlace roto disponible en Internet Archive; véase el historial, la primera versión y la última). | 2:2 (enlace roto disponible en Internet Archive; véase el historial, la primera versión y la última).        |
| Hapoel Tel Aviv       | 1:0          | AIK Solna             | 0:0 (enlace roto disponible en Internet Archive; véase el historial, la primera versión y la última). | 1:0 (enlace roto disponible en Internet Archive; véase el historial, la primera versión y la última).        |
| Aris Salónica         | (v.) 2:2     | Real Zaragoza         | 1:0 (enlace roto disponible en Internet Archive; véase el historial, la primera versión y la última). | 1:2 (enlace roto disponible en Internet Archive; véase el historial, la primera versión y la última).        |
| Dinamo Bucarest       | (v.) 2:2     | IF Elfsborg           | 1:2 (enlace roto disponible en Internet Archive; véase el historial, la primera versión y la última). | 1:0 (enlace roto disponible en Internet Archive; véase el historial, la primera versión y la última).        |
| Tottenham Hotspur     | 7:2          | Anorthosis Famagusta  | 6:1 (enlace roto disponible en Internet Archive; véase el historial, la primera versión y la última). | 1:1 (enlace roto disponible en Internet Archive; véase el historial, la primera versión y la última).        |
| Racing Lens           | 2:3          | Copenhague            | 1:1 (enlace roto disponible en Internet Archive; véase el historial, la primera versión y la última). | 1:2 (enlace roto disponible en Internet Archive; véase el historial, la primera versión y la última).(pr)    |
| Getafe                | (v.) 3:3     | Twente                | 1:0 (enlace roto disponible en Internet Archive; véase el historial, la primera versión y la última). | (pró.) 2:3 (enlace roto disponible en Internet Archive; véase el historial, la primera versión y la última). |
| Groclin Grodzisk      | 0:2          | Estrella Roja         | 0:1 (enlace roto disponible en Internet Archive; véase el historial, la primera versión y la última). | 0:1 (enlace roto disponible en Internet Archive; véase el historial, la primera versión y la última).        |

## Fase de grupos
El sorteo para la fase de grupos se efectuó en Nyon el día 9 de octubre de 2007. En él se repartieron los equipos en ocho grupos de cinco integrantes. Accedieron a la siguiente ronda los tres primeros clasificados.
La liguilla de cada grupo constará de una única vuelta, de tal manera que cada equipo dispute entre sus cuatro rivales dos partidos como local y dos como visitante. Un programa informático se encargará de asignar la localía de cada encuentro, procurando que no se disputen partidos en los países del norte en el mes de diciembre.
Esta fase se disputará entre el 25 de octubre, y el 20 de diciembre de 2007.
Leyenda:
| Clasificado para deiciseisavos |
| Eliminado                      |

### Grupo A

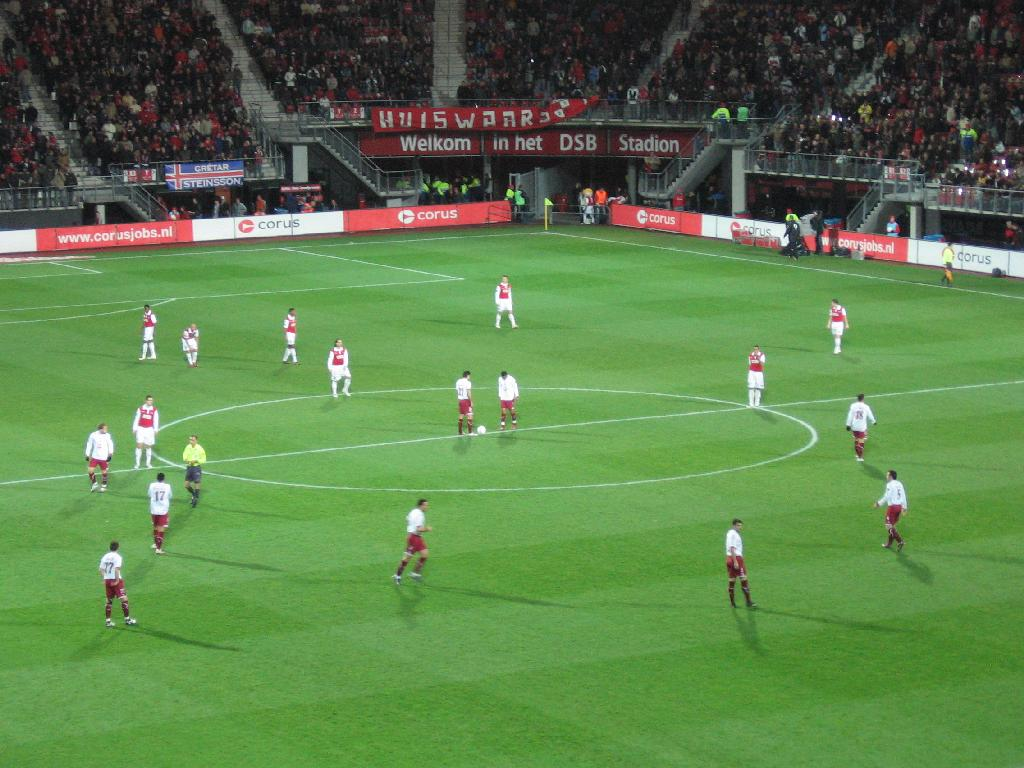
Victoria del AZ (camiseta roja) frente al AE Larisa (camiseta blanca) por 1 a 0. Siendo la tercera derrota del AE Larisa, quedaban matemáticamente eliminados, a falta de un partido por jugar.

| Equipo                | Pts | PJ | PG | PE | PP | GF | GC | DG |
| --------------------- | --- | -- | -- | -- | -- | -- | -- | -- |
| Everton               | 12  | 4  | 4  | 0  | 0  | 9  | 3  | +6 |
| Núremberg             | 7   | 4  | 2  | 1  | 1  | 7  | 6  | +1 |
| Zenit San Petersburgo | 5   | 4  | 1  | 2  | 1  | 6  | 6  | 0  |
| AZ Alkmaar            | 4   | 4  | 1  | 1  | 2  | 5  | 6  | -1 |
| AE Larisa             | 0   | 4  | 0  | 0  | 4  | 4  | 10 | -6 |

| Fecha           | Estadio           | Local                 | Resultado | Visitante             |
| --------------- | ----------------- | --------------------- | --------- | --------------------- |
| 25 de octubre   | Goodison Park     | Everton               | 3:1       | Larisa                |
| 25 de octubre   | Estadio Petrovsky | Zenit San Petersburgo | 1:1       | AZ Alkmaar            |
| 8 de noviembre  | Panthessaliko     | Larisa                | 2:3       | Zenit San Petersburgo |
| 8 de noviembre  | Frankenstadion    | Núremberg             | 0:2       | Everton               |
| 29 de noviembre | Estadio DSB       | AZ Alkmaar            | 1:0       | Larisa                |
| 29 de noviembre | Estadio Petrovsky | Zenit San Petersburgo | 2:2       | Núremberg             |
| 5 de diciembre  | Frankenstadion    | Núremberg             | 2:1       | AZ Alkmaar            |
| 5 de diciembre  | Goodison Park     | Everton               | 1:0       | Zenit San Petersburgo |
| 20 de diciembre | Estadio DSB       | AZ Alkmaar            | 2:3       | Everton               |
| 20 de diciembre | Panthessaliko     | Larisa                | 1:3       | Núremberg             |

### Grupo B
| Equipo             | Pts | PJ | PG | PE | PP | GF | GC | DG |
| ------------------ | --- | -- | -- | -- | -- | -- | -- | -- |
| Atlético de Madrid | 10  | 4  | 3  | 1  | 0  | 9  | 4  | +5 |
| Panathinaikos      | 9   | 4  | 3  | 0  | 1  | 7  | 2  | +5 |
| Aberdeen           | 4   | 4  | 1  | 1  | 2  | 5  | 6  | -1 |
| Copenhague         | 3   | 4  | 1  | 0  | 3  | 1  | 7  | -6 |
| Lokomotiv Moscú    | 2   | 4  | 0  | 2  | 2  | 4  | 7  | -3 |

| Fecha           | Estadio           | Local              | Resultado | Visitante          |
| --------------- | ----------------- | ------------------ | --------- | ------------------ |
| 25 de octubre   | Spyros Louis      | Panathinaikos      | 3:0       | Aberdeen           |
| 25 de octubre   | Estadio Lokomotiv | Lokomotiv Moscú    | 3:3       | Atlético de Madrid |
| 8 de noviembre  | Pittodrie Stadium | Aberdeen           | 1:1       | Lokomotiv Moscú    |
| 8 de noviembre  | Parken Stadion    | Copenhague         | 0:1       | Panathinaikos      |
| 29 de noviembre | Vicente Calderón  | Atlético de Madrid | 2:0       | Aberdeen           |
| 29 de noviembre | Estadio Lokomotiv | Lokomotiv Moscú    | 0:1       | Copenhague         |
| 5 de diciembre  | Parken Stadion    | Copenhague         | 0:2       | Atlético de Madrid |
| 5 de diciembre  | Spyros Louis      | Panathinaikos      | 2:0       | Lokomotiv Moscú    |
| 20 de diciembre | Vicente Calderón  | Atlético de Madrid | 2:1       | Panathinaikos      |
| 20 de diciembre | Pittodrie Stadium | Aberdeen           | 4:0       | Copenhague         |

### Grupo C
| Equipo         | Pts | PJ | PG | PE | PP | GF | GC | DG |
| -------------- | --- | -- | -- | -- | -- | -- | -- | -- |
| Villarreal     | 10  | 4  | 3  | 1  | 0  | 7  | 3  | +4 |
| Fiorentina     | 8   | 4  | 2  | 2  | 0  | 10 | 4  | +6 |
| AEK Atenas     | 5   | 4  | 1  | 2  | 1  | 4  | 4  | 0  |
| Mladá Boleslav | 3   | 4  | 1  | 0  | 3  | 5  | 6  | -1 |
| IF Elfsborg    | 1   | 4  | 0  | 1  | 3  | 3  | 12 | -9 |

| Fecha           | Estadio                    | Local          | Resultado | Visitante      |
| --------------- | -------------------------- | -------------- | --------- | -------------- |
| 25 de octubre   | El Madrigal                | Villarreal     | 1:1       | Fiorentina     |
| 25 de octubre   | Borås Arena                | Elfsborg       | 1:1       | AEK Atenas     |
| 8 de noviembre  | Stadio Artemio Franchi     | Fiorentina     | 6:1       | Elfsborg       |
| 8 de noviembre  | Městský Stadion            | Mladá Boleslav | 1:2       | Villarreal     |
| 29 de noviembre | Estadio Olímpico de Atenas | AEK Atenas     | 1:1       | Fiorentina     |
| 29 de noviembre | Borås Arena                | Elfsborg       | 1:3       | Mladá Boleslav |
| 5 de diciembre  | Městský Stadion            | Mladá Boleslav | 0:1       | AEK Atenas     |
| 5 de diciembre  | El Madrigal                | Villarreal     | 2:0       | Elfsborg       |
| 20 de diciembre | Estadio Olímpico de Atenas | AEK Atenas     | 1:2       | Villarreal     |
| 20 de diciembre | Stadio Artemio Franchi     | Fiorentina     | 2:1       | Mladá Boleslav |

### Grupo D
| Equipo        | Pts | PJ | PG | PE | PP | GF | GC | DG |
| ------------- | --- | -- | -- | -- | -- | -- | -- | -- |
| Hamburgo      | 10  | 4  | 3  | 1  | 0  | 7  | 1  | +6 |
| Basel         | 8   | 4  | 2  | 2  | 0  | 3  | 1  | +2 |
| Brann         | 4   | 4  | 1  | 1  | 2  | 3  | 4  | -1 |
| Dinamo Zagreb | 2   | 4  | 0  | 2  | 2  | 2  | 5  | -3 |
| Stade Rennais | 2   | 4  | 0  | 2  | 2  | 2  | 6  | -4 |

| Fecha           | Estadio                      | Local         | Resultado | Visitante     |
| --------------- | ---------------------------- | ------------- | --------- | ------------- |
| 25 de octubre   | St. Jakob-Park               | Basel         | 1:0       | Rennes        |
| 25 de octubre   | Brann Stadion                | Brann         | 0:1       | Hamburgo      |
| 8 de noviembre  | Stade de la Route de Lorient | Rennes        | 1:1       | Brann         |
| 8 de noviembre  | Maksimir                     | Dinamo Zagreb | 0:0       | Basel         |
| 29 de noviembre | AOL Arena                    | Hamburgo      | 3:0       | Rennes        |
| 29 de noviembre | Brann Stadion                | Brann         | 2:1       | Dinamo Zagreb |
| 5 de diciembre  | Maksimir                     | Dinamo Zagreb | 0:2       | Hamburgo      |
| 5 de diciembre  | St. Jakob-Park               | Basel         | 1:0       | Brann         |
| 20 de diciembre | AOL Arena                    | Hamburgo      | 1:1       | Basel         |
| 20 de diciembre | Stade de la Route de Lorient | Rennes        | 1:1       | Dinamo Zagreb |

### Grupo E
| Equipo           | Pts | PJ | PG | PE | PP | GF | GC | DG |
| ---------------- | --- | -- | -- | -- | -- | -- | -- | -- |
| Bayer Leverkusen | 9   | 4  | 3  | 0  | 1  | 8  | 2  | +6 |
| Spartak Moscú    | 7   | 4  | 2  | 1  | 1  | 4  | 3  | +1 |
| Zürich           | 6   | 4  | 2  | 0  | 2  | 4  | 7  | -3 |
| Sparta Praga     | 4   | 4  | 1  | 1  | 2  | 4  | 5  | -1 |
| Toulouse         | 3   | 4  | 1  | 0  | 3  | 4  | 7  | -3 |

| Fecha           | Estadio                   | Local            | Resultado | Visitante        |
| --------------- | ------------------------- | ---------------- | --------- | ---------------- |
| 25 de octubre   | BayArena                  | Bayer Leverkusen | 1:0       | Toulouse         |
| 25 de octubre   | AXA Arena                 | Sparta Praga     | 1:2       | Zúrich           |
| 8 de noviembre  | Stade de Toulouse         | Toulouse         | 2:3       | Sparta Praga     |
| 8 de noviembre  | Estadio Olímpico Luzhniki | Spartak Moscú    | 2:1       | Bayer Leverkusen |
| 29 de noviembre | Letzigrund                | Zúrich           | 2:0       | Toulouse         |
| 29 de noviembre | AXA Arena                 | Sparta Praga     | 0:0       | Spartak Moscú    |
| 6 de diciembre  | Estadio Olímpico Luzhniki | Spartak Moscú    | 1:0       | Zúrich           |
| 6 de diciembre  | BayArena                  | Bayer Leverkusen | 1:0       | Sparta Praga     |
| 19 de diciembre | Letzigrund                | Zúrich           | 0:5       | Bayer Leverkusen |
| 19 de diciembre | Stade de Toulouse         | Toulouse         | 2:1       | Spartak Moscú    |

### Grupo F

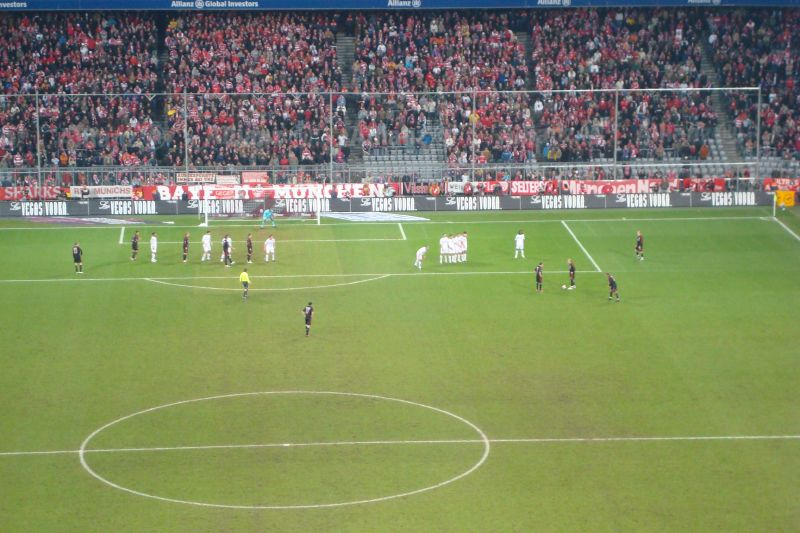
El Bayern de Múnich se dispone a lanzar un saque de falta frente a la portería del Bolton, en el Allianz Arena. El resultado fue de empate a 2, con un gol a falta de 8 minutos por parte de los ingleses.

| Equipo           | Pts | PJ | PG | PE | PP | GF | GC | DG |
| ---------------- | --- | -- | -- | -- | -- | -- | -- | -- |
| Bayern de Múnich | 8   | 4  | 2  | 2  | 0  | 12 | 5  | +7 |
| Sporting Braga   | 6   | 4  | 1  | 3  | 0  | 5  | 3  | +2 |
| Bolton Wanderers | 6   | 4  | 1  | 3  | 0  | 5  | 4  | +1 |
| Aris Salónica    | 5   | 4  | 1  | 2  | 1  | 5  | 8  | -3 |
| Estrella Roja    | 0   | 4  | 0  | 0  | 4  | 2  | 9  | -7 |

| Fecha           | Estadio                     | Local            | Resultado | Visitante        |
| --------------- | --------------------------- | ---------------- | --------- | ---------------- |
| 25 de octubre   | Estadio Estrella Roja       | Estrella Roja    | 2:3       | Bayern de Múnich |
| 25 de octubre   | Reebok Stadium              | Bolton Wanderers | 1:1       | Sporting Braga   |
| 8 de noviembre  | Allianz Arena               | Bayern de Múnich | 2:2       | Bolton Wanderers |
| 8 de noviembre  | Estadio Kleanthis Vikelides | Aris Salónica    | 3:0       | Estrella Roja    |
| 29 de noviembre | Estadio Municipal de Braga  | Sporting Braga   | 1:1       | Bayern de Múnich |
| 29 de noviembre | Reebok Stadium              | Bolton Wanderers | 1:1       | Aris Salónica    |
| 6 de diciembre  | Estadio Kleanthis Vikelides | Aris Salónica    | 1:1       | Sporting Braga   |
| 6 de diciembre  | Estadio Estrella Roja       | Estrella Roja    | 0:1       | Bolton Wanderers |
| 19 de diciembre | Estadio Municipal de Braga  | Sporting Braga   | 2:0       | Estrella Roja    |
| 19 de diciembre | Allianz Arena               | Bayern de Múnich | 6:0       | Aris Salónica    |

### Grupo G
| Equipo            | Pts | PJ | PG | PE | PP | GF | GC | DG |
| ----------------- | --- | -- | -- | -- | -- | -- | -- | -- |
| Getafe            | 9   | 4  | 3  | 0  | 1  | 9  | 7  | +2 |
| Tottenham Hotspur | 7   | 4  | 2  | 1  | 1  | 7  | 5  | +2 |
| Anderlecht        | 5   | 4  | 1  | 2  | 1  | 5  | 4  | +1 |
| Aalborg BK        | 4   | 4  | 1  | 1  | 2  | 7  | 7  | 0  |
| Hapoel Tel-Aviv   | 3   | 4  | 1  | 0  | 3  | 3  | 8  | -5 |

| Fecha           | Estadio                | Local             | Resultado | Visitante         |
| --------------- | ---------------------- | ----------------- | --------- | ----------------- |
| 25 de octubre   | Constant Vanden Stock  | Anderlecht        | 2:0       | Hapoel Tel-Aviv   |
| 25 de octubre   | White Hart Lane        | Tottenham Hotspur | 1:2       | Getafe            |
| 8 de noviembre  | Bloomfield Stadium     | Hapoel Tel-Aviv   | 0:2       | Tottenham Hotspur |
| 8 de noviembre  | Aalborg Stadion        | Aalborg           | 1:1       | Anderlecht        |
| 29 de noviembre | Coliseum Alfonso Pérez | Getafe            | 1:2       | Hapoel Tel-Aviv   |
| 29 de noviembre | White Hart Lane        | Tottenham Hotspur | 3:2       | Aalborg           |
| 6 de diciembre  | Aalborg Stadion        | Aalborg           | 1:2       | Getafe            |
| 6 de diciembre  | Constant Vanden Stock  | Anderlecht        | 1:1       | Tottenham Hotspur |
| 19 de diciembre | Coliseum Alfonso Pérez | Getafe            | 2:1       | Anderlecht        |
| 19 de diciembre | Bloomfield Stadium     | Hapoel Tel-Aviv   | 1:3       | Aalborg           |

### Grupo H
| Equipo                | Pts | PJ | PG | PE | PP | GF | GC | DG |
| --------------------- | --- | -- | -- | -- | -- | -- | -- | -- |
| Girondins de Bordeaux | 12  | 4  | 4  | 0  | 0  | 9  | 5  | +4 |
| Helsingborgs IF       | 7   | 4  | 2  | 1  | 1  | 8  | 5  | +3 |
| Galatasaray           | 4   | 4  | 1  | 1  | 2  | 6  | 5  | +1 |
| Panionios             | 4   | 4  | 1  | 1  | 2  | 4  | 7  | -3 |
| Austria Viena         | 1   | 4  | 0  | 1  | 3  | 1  | 6  | -5 |

| Fecha           | Estadio                | Local                 | Resultado | Visitante             |
| --------------- | ---------------------- | --------------------- | --------- | --------------------- |
| 25 de octubre   | Jacques Chaban-Delmas  | Girondins de Bordeaux | 2:1       | Galatasaray           |
| 25 de octubre   | Olimpia de Helsingborg | Helsingborgs          | 1:1       | Panionios             |
| 8 de noviembre  | Ali Sami Yen Stadium   | Galatasaray           | 2:3       | Helsingborgs          |
| 8 de noviembre  | Ernst Happel           | Austria Viena         | 1:2       | Girondins de Bordeaux |
| 29 de noviembre | Nea Smyrni Stadium     | Panionios             | 0:3       | Galatasaray           |
| 29 de noviembre | Olimpia de Helsingborg | Helsingborgs          | 3:0       | Austria Viena         |
| 6 de diciembre  | Ernst Happel           | Austria Viena         | 0:1       | Panionios             |
| 6 de diciembre  | Jacques Chaban-Delmas  | Girondins de Bordeaux | 2:1       | Helsingborgs          |
| 19 de diciembre | Nea Smyrni Stadium     | Panionios             | 2:3       | Girondins de Bordeaux |
| 19 de diciembre | Ali Sami Yen Stadium   | Galatasaray           | 0:0       | Austria Viena         |

## Rondas finales
|  | Dieciseisavos de final                                          | Dieciseisavos de final                                          | Dieciseisavos de final                                          | Dieciseisavos de final                                          |   |                       | Octavos de final                                           | Octavos de final                                           | Octavos de final                                           | Octavos de final                                           |  |                    | Cuartos de final                                      | Cuartos de final                                      | Cuartos de final                                      | Cuartos de final                                      |  |               | Semifinales                                          | Semifinales                                          | Semifinales                                          | Semifinales                                          |  |       | Final                                                       | Final                                                       |  |
|  | 13 y 14 de febrero de 2008 (ida) 21 de febrero de 2008 (vuelta) | 13 y 14 de febrero de 2008 (ida) 21 de febrero de 2008 (vuelta) | 13 y 14 de febrero de 2008 (ida) 21 de febrero de 2008 (vuelta) | 13 y 14 de febrero de 2008 (ida) 21 de febrero de 2008 (vuelta) |   |                       | 6 de marzo de 2008 (ida) 12 y 13 de marzo de 2008 (vuelta) | 6 de marzo de 2008 (ida) 12 y 13 de marzo de 2008 (vuelta) | 6 de marzo de 2008 (ida) 12 y 13 de marzo de 2008 (vuelta) | 6 de marzo de 2008 (ida) 12 y 13 de marzo de 2008 (vuelta) |  |                    | 3 de abril de 2008 (ida) 10 de abril de 2008 (vuelta) | 3 de abril de 2008 (ida) 10 de abril de 2008 (vuelta) | 3 de abril de 2008 (ida) 10 de abril de 2008 (vuelta) | 3 de abril de 2008 (ida) 10 de abril de 2008 (vuelta) |  |               | 24 de abril de 2008 (ida) 1 de mayo de 2008 (vuelta) | 24 de abril de 2008 (ida) 1 de mayo de 2008 (vuelta) | 24 de abril de 2008 (ida) 1 de mayo de 2008 (vuelta) | 24 de abril de 2008 (ida) 1 de mayo de 2008 (vuelta) |  |       | 14 de mayo de 2008 Estadio Ciudad de Mánchester, Mánchester | 14 de mayo de 2008 Estadio Ciudad de Mánchester, Mánchester |  |
|  |                                                                 |                                                                 |                                                                 |                                                                 |   |                       |                                                            |                                                            |                                                            |                                                            |  |                    |                                                       |                                                       |                                                       |                                                       |  |               |                                                      |                                                      |                                                      |                                                      |  |       |                                                             |                                                             |  |
|  |                                                                 |                                                                 |                                                                 |                                                                 |   |                       |                                                            |                                                            |                                                            |                                                            |  |                    |                                                       |                                                       |                                                       |                                                       |  |               |                                                      |                                                      |                                                      |                                                      |  |       |                                                             |                                                             |  |
|  | Anderlecht                                                      | 2                                                               | 1                                                               | 3                                                               |   |                       |                                                            |                                                            |                                                            |                                                            |  |                    |                                                       |                                                       |                                                       |                                                       |  |               |                                                      |                                                      |                                                      |                                                      |  |       |                                                             |                                                             |  |
|  | Anderlecht                                                      | 2                                                               | 1                                                               | 3                                                               |   |                       |                                                            |                                                            |                                                            |                                                            |  |                    |                                                       |                                                       |                                                       |                                                       |  |               |                                                      |                                                      |                                                      |                                                      |  |       |                                                             |                                                             |  |
|  | Girondins de Burdeos                                            | 1                                                               | 1                                                               | 2                                                               |   |                       |                                                            |                                                            |                                                            |                                                            |  |                    |                                                       |                                                       |                                                       |                                                       |  |               |                                                      |                                                      |                                                      |                                                      |  |       |                                                             |                                                             |  |
|  | Girondins de Burdeos                                            | 1                                                               | 1                                                               | 2                                                               |   | Anderlecht            | 0                                                          | 2                                                          | 2                                                          |                                                            |  |                    |                                                       |                                                       |                                                       |                                                       |  |               |                                                      |                                                      |                                                      |                                                      |  |       |                                                             |                                                             |  |
|  |                                                                 |                                                                 |                                                                 |                                                                 |   | Anderlecht            | 0                                                          | 2                                                          | 2                                                          |                                                            |  |                    |                                                       |                                                       |                                                       |                                                       |  |               |                                                      |                                                      |                                                      |                                                      |  |       |                                                             |                                                             |  |
|  |                                                                 |                                                                 | Bayern Múnich                                                   | 5                                                               | 1 | 6                     |                                                            |                                                            |                                                            |                                                            |  |                    |                                                       |                                                       |                                                       |                                                       |  |               |                                                      |                                                      |                                                      |                                                      |  |       |                                                             |                                                             |  |
|  | Aberdeen                                                        | 2                                                               | Bayern Múnich                                                   | 5                                                               | 1 | 6                     | 1                                                          | 3                                                          |                                                            |                                                            |  |                    |                                                       |                                                       |                                                       |                                                       |  |               |                                                      |                                                      |                                                      |                                                      |  |       |                                                             |                                                             |  |
|  | Aberdeen                                                        | 2                                                               |                                                                 |                                                                 |   |                       |                                                            |                                                            |                                                            |                                                            |  |                    |                                                       |                                                       |                                                       |                                                       |  |               |                                                      |                                                      |                                                      |                                                      |  |       |                                                             |                                                             |  |
|  | Bayern Múnich                                                   | 2                                                               | 5                                                               | 7                                                               |   |                       |                                                            |                                                            |                                                            |                                                            |  |                    |                                                       |                                                       |                                                       |                                                       |  |               |                                                      |                                                      |                                                      |                                                      |  |       |                                                             |                                                             |  |
|  | Bayern Múnich                                                   | 2                                                               | 5                                                               | 7                                                               |   |                       |                                                            |                                                            |                                                            |                                                            |  | Bayern Múnich (v.) | 1                                                     | 3                                                     | 4                                                     |                                                       |  |               |                                                      |                                                      |                                                      |                                                      |  |       |                                                             |                                                             |  |
|  |                                                                 |                                                                 |                                                                 |                                                                 |   |                       |                                                            |                                                            |                                                            |                                                            |  | Bayern Múnich (v.) | 1                                                     | 3                                                     | 4                                                     |                                                       |  |               |                                                      |                                                      |                                                      |                                                      |  |       |                                                             |                                                             |  |
|  |                                                                 |                                                                 | Getafe                                                          | 1                                                               | 3 | 4                     |                                                            |                                                            |                                                            |                                                            |  |                    |                                                       |                                                       |                                                       |                                                       |  |               |                                                      |                                                      |                                                      |                                                      |  |       |                                                             |                                                             |  |
|  | Benfica                                                         | 1                                                               | Getafe                                                          | 1                                                               | 3 | 4                     | 2                                                          | 3                                                          |                                                            |                                                            |  |                    |                                                       |                                                       |                                                       |                                                       |  |               |                                                      |                                                      |                                                      |                                                      |  |       |                                                             |                                                             |  |
|  | Benfica                                                         | 1                                                               |                                                                 |                                                                 |   |                       |                                                            |                                                            |                                                            |                                                            |  |                    |                                                       |                                                       |                                                       |                                                       |  |               |                                                      |                                                      |                                                      |                                                      |  |       |                                                             |                                                             |  |
|  | Núremberg                                                       | 0                                                               | 2                                                               | 2                                                               |   |                       |                                                            |                                                            |                                                            |                                                            |  |                    |                                                       |                                                       |                                                       |                                                       |  |               |                                                      |                                                      |                                                      |                                                      |  |       |                                                             |                                                             |  |
|  | Núremberg                                                       | 0                                                               | 2                                                               | 2                                                               |   | Benfica               | 1                                                          | 0                                                          | 1                                                          |                                                            |  |                    |                                                       |                                                       |                                                       |                                                       |  |               |                                                      |                                                      |                                                      |                                                      |  |       |                                                             |                                                             |  |
|  |                                                                 |                                                                 |                                                                 |                                                                 |   | Benfica               | 1                                                          | 0                                                          | 1                                                          |                                                            |  |                    |                                                       |                                                       |                                                       |                                                       |  |               |                                                      |                                                      |                                                      |                                                      |  |       |                                                             |                                                             |  |
|  |                                                                 |                                                                 | Getafe                                                          | 2                                                               | 1 | 3                     |                                                            |                                                            |                                                            |                                                            |  |                    |                                                       |                                                       |                                                       |                                                       |  |               |                                                      |                                                      |                                                      |                                                      |  |       |                                                             |                                                             |  |
|  | AEK Atenas                                                      | 1                                                               | Getafe                                                          | 2                                                               | 1 | 3                     | 0                                                          | 1                                                          |                                                            |                                                            |  |                    |                                                       |                                                       |                                                       |                                                       |  |               |                                                      |                                                      |                                                      |                                                      |  |       |                                                             |                                                             |  |
|  | AEK Atenas                                                      | 1                                                               |                                                                 |                                                                 |   |                       |                                                            |                                                            |                                                            |                                                            |  |                    |                                                       |                                                       |                                                       |                                                       |  |               |                                                      |                                                      |                                                      |                                                      |  |       |                                                             |                                                             |  |
|  | Getafe                                                          | 1                                                               | 3                                                               | 4                                                               |   |                       |                                                            |                                                            |                                                            |                                                            |  |                    |                                                       |                                                       |                                                       |                                                       |  |               |                                                      |                                                      |                                                      |                                                      |  |       |                                                             |                                                             |  |
|  | Getafe                                                          | 1                                                               | 3                                                               | 4                                                               |   |                       |                                                            |                                                            |                                                            |                                                            |  |                    |                                                       |                                                       |                                                       |                                                       |  | Bayern Múnich | 1                                                    | 0                                                    | 1                                                    |                                                      |  |       |                                                             |                                                             |  |
|  |                                                                 |                                                                 |                                                                 |                                                                 |   |                       |                                                            |                                                            |                                                            |                                                            |  |                    |                                                       |                                                       |                                                       |                                                       |  | Bayern Múnich | 1                                                    | 0                                                    | 1                                                    |                                                      |  |       |                                                             |                                                             |  |
|  |                                                                 |                                                                 | Zenit                                                           | 1                                                               | 4 | 5                     |                                                            |                                                            |                                                            |                                                            |  |                    |                                                       |                                                       |                                                       |                                                       |  |               |                                                      |                                                      |                                                      |                                                      |  |       |                                                             |                                                             |  |
|  | Galatasaray                                                     | 0                                                               | Zenit                                                           | 1                                                               | 4 | 5                     | 1                                                          | 1                                                          |                                                            |                                                            |  |                    |                                                       |                                                       |                                                       |                                                       |  |               |                                                      |                                                      |                                                      |                                                      |  |       |                                                             |                                                             |  |
|  | Galatasaray                                                     | 0                                                               |                                                                 |                                                                 |   |                       |                                                            |                                                            |                                                            |                                                            |  |                    |                                                       |                                                       |                                                       |                                                       |  |               |                                                      |                                                      |                                                      |                                                      |  |       |                                                             |                                                             |  |
|  | Bayer Leverkusen                                                | 0                                                               | 5                                                               | 5                                                               |   |                       |                                                            |                                                            |                                                            |                                                            |  |                    |                                                       |                                                       |                                                       |                                                       |  |               |                                                      |                                                      |                                                      |                                                      |  |       |                                                             |                                                             |  |
|  | Bayer Leverkusen                                                | 0                                                               | 5                                                               | 5                                                               |   | Bayer Leverkusen (v.) | 1                                                          | 2                                                          | 3                                                          |                                                            |  |                    |                                                       |                                                       |                                                       |                                                       |  |               |                                                      |                                                      |                                                      |                                                      |  |       |                                                             |                                                             |  |
|  |                                                                 |                                                                 |                                                                 |                                                                 |   | Bayer Leverkusen (v.) | 1                                                          | 2                                                          | 3                                                          |                                                            |  |                    |                                                       |                                                       |                                                       |                                                       |  |               |                                                      |                                                      |                                                      |                                                      |  |       |                                                             |                                                             |  |
|  |                                                                 |                                                                 | Hamburgo                                                        | 0                                                               | 3 | 3                     |                                                            |                                                            |                                                            |                                                            |  |                    |                                                       |                                                       |                                                       |                                                       |  |               |                                                      |                                                      |                                                      |                                                      |  |       |                                                             |                                                             |  |
|  | Zürich                                                          | 1                                                               | Hamburgo                                                        | 0                                                               | 3 | 3                     | 0                                                          | 1                                                          |                                                            |                                                            |  |                    |                                                       |                                                       |                                                       |                                                       |  |               |                                                      |                                                      |                                                      |                                                      |  |       |                                                             |                                                             |  |
|  | Zürich                                                          | 1                                                               |                                                                 |                                                                 |   |                       |                                                            |                                                            |                                                            |                                                            |  |                    |                                                       |                                                       |                                                       |                                                       |  |               |                                                      |                                                      |                                                      |                                                      |  |       |                                                             |                                                             |  |
|  | Hamburgo                                                        | 3                                                               | 0                                                               | 3                                                               |   |                       |                                                            |                                                            |                                                            |                                                            |  |                    |                                                       |                                                       |                                                       |                                                       |  |               |                                                      |                                                      |                                                      |                                                      |  |       |                                                             |                                                             |  |
|  | Hamburgo                                                        | 3                                                               | 0                                                               | 3                                                               |   |                       |                                                            |                                                            |                                                            |                                                            |  | Bayer Leverkusen   | 1                                                     | 1                                                     | 2                                                     |                                                       |  |               |                                                      |                                                      |                                                      |                                                      |  |       |                                                             |                                                             |  |
|  |                                                                 |                                                                 |                                                                 |                                                                 |   |                       |                                                            |                                                            |                                                            |                                                            |  | Bayer Leverkusen   | 1                                                     | 1                                                     | 2                                                     |                                                       |  |               |                                                      |                                                      |                                                      |                                                      |  |       |                                                             |                                                             |  |
|  |                                                                 |                                                                 | Zenit                                                           | 4                                                               | 0 | 4                     |                                                            |                                                            |                                                            |                                                            |  |                    |                                                       |                                                       |                                                       |                                                       |  |               |                                                      |                                                      |                                                      |                                                      |  |       |                                                             |                                                             |  |
|  | Olympique de Marsella                                           | 3                                                               | Zenit                                                           | 4                                                               | 0 | 4                     | 0                                                          | 3                                                          |                                                            |                                                            |  |                    |                                                       |                                                       |                                                       |                                                       |  |               |                                                      |                                                      |                                                      |                                                      |  |       |                                                             |                                                             |  |
|  | Olympique de Marsella                                           | 3                                                               |                                                                 |                                                                 |   |                       |                                                            |                                                            |                                                            |                                                            |  |                    |                                                       |                                                       |                                                       |                                                       |  |               |                                                      |                                                      |                                                      |                                                      |  |       |                                                             |                                                             |  |
|  | Spartak de Moscú                                                | 0                                                               | 2                                                               | 2                                                               |   |                       |                                                            |                                                            |                                                            |                                                            |  |                    |                                                       |                                                       |                                                       |                                                       |  |               |                                                      |                                                      |                                                      |                                                      |  |       |                                                             |                                                             |  |
|  | Spartak de Moscú                                                | 0                                                               | 2                                                               | 2                                                               |   | Olympique de Marsella | 3                                                          | 0                                                          | 3                                                          |                                                            |  |                    |                                                       |                                                       |                                                       |                                                       |  |               |                                                      |                                                      |                                                      |                                                      |  |       |                                                             |                                                             |  |
|  |                                                                 |                                                                 |                                                                 |                                                                 |   | Olympique de Marsella | 3                                                          | 0                                                          | 3                                                          |                                                            |  |                    |                                                       |                                                       |                                                       |                                                       |  |               |                                                      |                                                      |                                                      |                                                      |  |       |                                                             |                                                             |  |
|  |                                                                 |                                                                 | Zenit (v.)                                                      | 1                                                               | 2 | 3                     |                                                            |                                                            |                                                            |                                                            |  |                    |                                                       |                                                       |                                                       |                                                       |  |               |                                                      |                                                      |                                                      |                                                      |  |       |                                                             |                                                             |  |
|  | Zenit (v.)                                                      | 1                                                               | Zenit (v.)                                                      | 1                                                               | 2 | 3                     | 1                                                          | 2                                                          |                                                            |                                                            |  |                    |                                                       |                                                       |                                                       |                                                       |  |               |                                                      |                                                      |                                                      |                                                      |  |       |                                                             |                                                             |  |
|  | Zenit (v.)                                                      | 1                                                               |                                                                 |                                                                 |   |                       |                                                            |                                                            |                                                            |                                                            |  |                    |                                                       |                                                       |                                                       |                                                       |  |               |                                                      |                                                      |                                                      |                                                      |  |       |                                                             |                                                             |  |
|  | Villarreal                                                      | 0                                                               | 2                                                               | 2                                                               |   |                       |                                                            |                                                            |                                                            |                                                            |  |                    |                                                       |                                                       |                                                       |                                                       |  |               |                                                      |                                                      |                                                      |                                                      |  |       |                                                             |                                                             |  |
|  | Villarreal                                                      | 0                                                               | 2                                                               | 2                                                               |   |                       |                                                            |                                                            |                                                            |                                                            |  |                    |                                                       |                                                       |                                                       |                                                       |  |               |                                                      |                                                      |                                                      |                                                      |  | Zenit | 2                                                           |                                                             |  |
|  |                                                                 |                                                                 |                                                                 |                                                                 |   |                       |                                                            |                                                            |                                                            |                                                            |  |                    |                                                       |                                                       |                                                       |                                                       |  |               |                                                      |                                                      |                                                      |                                                      |  | Zenit | 2                                                           |                                                             |  |
|  |                                                                 |                                                                 | Rangers                                                         | 0                                                               |   |                       |                                                            |                                                            |                                                            |                                                            |  |                    |                                                       |                                                       |                                                       |                                                       |  |               |                                                      |                                                      |                                                      |                                                      |  |       |                                                             |                                                             |  |
|  | Rangers (v.)                                                    | 0                                                               | Rangers                                                         | 0                                                               | 1 | 1                     |                                                            |                                                            |                                                            |                                                            |  |                    |                                                       |                                                       |                                                       |                                                       |  |               |                                                      |                                                      |                                                      |                                                      |  |       |                                                             |                                                             |  |
|  | Rangers (v.)                                                    | 0                                                               |                                                                 |                                                                 |   |                       |                                                            |                                                            |                                                            |                                                            |  |                    |                                                       |                                                       |                                                       |                                                       |  |               |                                                      |                                                      |                                                      |                                                      |  |       |                                                             |                                                             |  |
|  | Panathinaikos                                                   | 0                                                               | 1                                                               | 1                                                               |   |                       |                                                            |                                                            |                                                            |                                                            |  |                    |                                                       |                                                       |                                                       |                                                       |  |               |                                                      |                                                      |                                                      |                                                      |  |       |                                                             |                                                             |  |
|  | Panathinaikos                                                   | 0                                                               | 1                                                               | 1                                                               |   | Rangers               | 2                                                          | 0                                                          | 2                                                          |                                                            |  |                    |                                                       |                                                       |                                                       |                                                       |  |               |                                                      |                                                      |                                                      |                                                      |  |       |                                                             |                                                             |  |
|  |                                                                 |                                                                 |                                                                 |                                                                 |   | Rangers               | 2                                                          | 0                                                          | 2                                                          |                                                            |  |                    |                                                       |                                                       |                                                       |                                                       |  |               |                                                      |                                                      |                                                      |                                                      |  |       |                                                             |                                                             |  |
|  |                                                                 |                                                                 | Werder Bremen                                                   | 0                                                               | 1 | 1                     |                                                            |                                                            |                                                            |                                                            |  |                    |                                                       |                                                       |                                                       |                                                       |  |               |                                                      |                                                      |                                                      |                                                      |  |       |                                                             |                                                             |  |
|  | Werder Bremen                                                   | 3                                                               | Werder Bremen                                                   | 0                                                               | 1 | 1                     | 1                                                          | 4                                                          |                                                            |                                                            |  |                    |                                                       |                                                       |                                                       |                                                       |  |               |                                                      |                                                      |                                                      |                                                      |  |       |                                                             |                                                             |  |
|  | Werder Bremen                                                   | 3                                                               |                                                                 |                                                                 |   |                       |                                                            |                                                            |                                                            |                                                            |  |                    |                                                       |                                                       |                                                       |                                                       |  |               |                                                      |                                                      |                                                      |                                                      |  |       |                                                             |                                                             |  |
|  | Sporting Braga                                                  | 0                                                               | 0                                                               | 0                                                               |   |                       |                                                            |                                                            |                                                            |                                                            |  |                    |                                                       |                                                       |                                                       |                                                       |  |               |                                                      |                                                      |                                                      |                                                      |  |       |                                                             |                                                             |  |
|  | Sporting Braga                                                  | 0                                                               | 0                                                               | 0                                                               |   |                       |                                                            |                                                            |                                                            |                                                            |  | Rangers            | 0                                                     | 2                                                     | 2                                                     |                                                       |  |               |                                                      |                                                      |                                                      |                                                      |  |       |                                                             |                                                             |  |
|  |                                                                 |                                                                 |                                                                 |                                                                 |   |                       |                                                            |                                                            |                                                            |                                                            |  | Rangers            | 0                                                     | 2                                                     | 2                                                     |                                                       |  |               |                                                      |                                                      |                                                      |                                                      |  |       |                                                             |                                                             |  |
|  |                                                                 |                                                                 | Sporting de Lisboa                                              | 0                                                               | 0 | 0                     |                                                            |                                                            |                                                            |                                                            |  |                    |                                                       |                                                       |                                                       |                                                       |  |               |                                                      |                                                      |                                                      |                                                      |  |       |                                                             |                                                             |  |
|  | Bolton Wanderers                                                | 1                                                               | Sporting de Lisboa                                              | 0                                                               | 0 | 0                     | 0                                                          | 1                                                          |                                                            |                                                            |  |                    |                                                       |                                                       |                                                       |                                                       |  |               |                                                      |                                                      |                                                      |                                                      |  |       |                                                             |                                                             |  |
|  | Bolton Wanderers                                                | 1                                                               |                                                                 |                                                                 |   |                       |                                                            |                                                            |                                                            |                                                            |  |                    |                                                       |                                                       |                                                       |                                                       |  |               |                                                      |                                                      |                                                      |                                                      |  |       |                                                             |                                                             |  |
|  | Atlético de Madrid                                              | 0                                                               | 0                                                               | 0                                                               |   |                       |                                                            |                                                            |                                                            |                                                            |  |                    |                                                       |                                                       |                                                       |                                                       |  |               |                                                      |                                                      |                                                      |                                                      |  |       |                                                             |                                                             |  |
|  | Atlético de Madrid                                              | 0                                                               | 0                                                               | 0                                                               |   | Bolton Wanderers      | 1                                                          | 0                                                          | 1                                                          |                                                            |  |                    |                                                       |                                                       |                                                       |                                                       |  |               |                                                      |                                                      |                                                      |                                                      |  |       |                                                             |                                                             |  |
|  |                                                                 |                                                                 |                                                                 |                                                                 |   | Bolton Wanderers      | 1                                                          | 0                                                          | 1                                                          |                                                            |  |                    |                                                       |                                                       |                                                       |                                                       |  |               |                                                      |                                                      |                                                      |                                                      |  |       |                                                             |                                                             |  |
|  |                                                                 |                                                                 | Sporting de Lisboa                                              | 1                                                               | 1 | 2                     |                                                            |                                                            |                                                            |                                                            |  |                    |                                                       |                                                       |                                                       |                                                       |  |               |                                                      |                                                      |                                                      |                                                      |  |       |                                                             |                                                             |  |
|  | Sporting de Lisboa                                              | 2                                                               | Sporting de Lisboa                                              | 1                                                               | 1 | 2                     | 3                                                          | 5                                                          |                                                            |                                                            |  |                    |                                                       |                                                       |                                                       |                                                       |  |               |                                                      |                                                      |                                                      |                                                      |  |       |                                                             |                                                             |  |
|  | Sporting de Lisboa                                              | 2                                                               |                                                                 |                                                                 |   |                       |                                                            |                                                            |                                                            |                                                            |  |                    |                                                       |                                                       |                                                       |                                                       |  |               |                                                      |                                                      |                                                      |                                                      |  |       |                                                             |                                                             |  |
|  | Basilea                                                         | 0                                                               | 0                                                               | 0                                                               |   |                       |                                                            |                                                            |                                                            |                                                            |  |                    |                                                       |                                                       |                                                       |                                                       |  |               |                                                      |                                                      |                                                      |                                                      |  |       |                                                             |                                                             |  |
|  | Basilea                                                         | 0                                                               | 0                                                               | 0                                                               |   |                       |                                                            |                                                            |                                                            |                                                            |  |                    |                                                       |                                                       |                                                       |                                                       |  | Rangers (p.)  | 0                                                    | 0                                                    | 0 (4)                                                |                                                      |  |       |                                                             |                                                             |  |
|  |                                                                 |                                                                 |                                                                 |                                                                 |   |                       |                                                            |                                                            |                                                            |                                                            |  |                    |                                                       |                                                       |                                                       |                                                       |  | Rangers (p.)  | 0                                                    | 0                                                    | 0 (4)                                                |                                                      |  |       |                                                             |                                                             |  |
|  |                                                                 |                                                                 | Fiorentina                                                      | 0                                                               | 0 | 0 (2)                 |                                                            |                                                            |                                                            |                                                            |  |                    |                                                       |                                                       |                                                       |                                                       |  |               |                                                      |                                                      |                                                      |                                                      |  |       |                                                             |                                                             |  |
|  | Rosenborg                                                       | 0                                                               | Fiorentina                                                      | 0                                                               | 0 | 0 (2)                 | 1                                                          | 1                                                          |                                                            |                                                            |  |                    |                                                       |                                                       |                                                       |                                                       |  |               |                                                      |                                                      |                                                      |                                                      |  |       |                                                             |                                                             |  |
|  | Rosenborg                                                       | 0                                                               |                                                                 |                                                                 |   |                       |                                                            |                                                            |                                                            |                                                            |  |                    |                                                       |                                                       |                                                       |                                                       |  |               |                                                      |                                                      |                                                      |                                                      |  |       |                                                             |                                                             |  |
|  | Fiorentina                                                      | 1                                                               | 2                                                               | 3                                                               |   |                       |                                                            |                                                            |                                                            |                                                            |  |                    |                                                       |                                                       |                                                       |                                                       |  |               |                                                      |                                                      |                                                      |                                                      |  |       |                                                             |                                                             |  |
|  | Fiorentina                                                      | 1                                                               | 2                                                               | 3                                                               |   | Fiorentina (p.)       | 2                                                          | 0                                                          | 2 (4)                                                      |                                                            |  |                    |                                                       |                                                       |                                                       |                                                       |  |               |                                                      |                                                      |                                                      |                                                      |  |       |                                                             |                                                             |  |
|  |                                                                 |                                                                 |                                                                 |                                                                 |   | Fiorentina (p.)       | 2                                                          | 0                                                          | 2 (4)                                                      |                                                            |  |                    |                                                       |                                                       |                                                       |                                                       |  |               |                                                      |                                                      |                                                      |                                                      |  |       |                                                             |                                                             |  |
|  |                                                                 |                                                                 | Everton                                                         | 0                                                               | 2 | 2 (2)                 |                                                            |                                                            |                                                            |                                                            |  |                    |                                                       |                                                       |                                                       |                                                       |  |               |                                                      |                                                      |                                                      |                                                      |  |       |                                                             |                                                             |  |
|  | Brann                                                           | 0                                                               | Everton                                                         | 0                                                               | 2 | 2 (2)                 | 1                                                          | 1                                                          |                                                            |                                                            |  |                    |                                                       |                                                       |                                                       |                                                       |  |               |                                                      |                                                      |                                                      |                                                      |  |       |                                                             |                                                             |  |
|  | Brann                                                           | 0                                                               |                                                                 |                                                                 |   |                       |                                                            |                                                            |                                                            |                                                            |  |                    |                                                       |                                                       |                                                       |                                                       |  |               |                                                      |                                                      |                                                      |                                                      |  |       |                                                             |                                                             |  |
|  | Everton                                                         | 2                                                               | 6                                                               | 8                                                               |   |                       |                                                            |                                                            |                                                            |                                                            |  |                    |                                                       |                                                       |                                                       |                                                       |  |               |                                                      |                                                      |                                                      |                                                      |  |       |                                                             |                                                             |  |
|  | Everton                                                         | 2                                                               | 6                                                               | 8                                                               |   |                       |                                                            |                                                            |                                                            |                                                            |  | Fiorentina         | 1                                                     | 2                                                     | 3                                                     |                                                       |  |               |                                                      |                                                      |                                                      |                                                      |  |       |                                                             |                                                             |  |
|  |                                                                 |                                                                 |                                                                 |                                                                 |   |                       |                                                            |                                                            |                                                            |                                                            |  | Fiorentina         | 1                                                     | 2                                                     | 3                                                     |                                                       |  |               |                                                      |                                                      |                                                      |                                                      |  |       |                                                             |                                                             |  |
|  |                                                                 |                                                                 | PSV Eindhoven                                                   | 1                                                               | 0 | 1                     |                                                            |                                                            |                                                            |                                                            |  |                    |                                                       |                                                       |                                                       |                                                       |  |               |                                                      |                                                      |                                                      |                                                      |  |       |                                                             |                                                             |  |
|  | Slavia Praga                                                    | 1                                                               | PSV Eindhoven                                                   | 1                                                               | 0 | 1                     | 1                                                          | 2                                                          |                                                            |                                                            |  |                    |                                                       |                                                       |                                                       |                                                       |  |               |                                                      |                                                      |                                                      |                                                      |  |       |                                                             |                                                             |  |
|  | Slavia Praga                                                    | 1                                                               |                                                                 |                                                                 |   |                       |                                                            |                                                            |                                                            |                                                            |  |                    |                                                       |                                                       |                                                       |                                                       |  |               |                                                      |                                                      |                                                      |                                                      |  |       |                                                             |                                                             |  |
|  | Tottenham Hotspur                                               | 2                                                               | 1                                                               | 3                                                               |   |                       |                                                            |                                                            |                                                            |                                                            |  |                    |                                                       |                                                       |                                                       |                                                       |  |               |                                                      |                                                      |                                                      |                                                      |  |       |                                                             |                                                             |  |
|  | Tottenham Hotspur                                               | 2                                                               | 1                                                               | 3                                                               |   | Tottenham Hotspur     | 0                                                          | 1                                                          | 1 (5)                                                      |                                                            |  |                    |                                                       |                                                       |                                                       |                                                       |  |               |                                                      |                                                      |                                                      |                                                      |  |       |                                                             |                                                             |  |
|  |                                                                 |                                                                 |                                                                 |                                                                 |   | Tottenham Hotspur     | 0                                                          | 1                                                          | 1 (5)                                                      |                                                            |  |                    |                                                       |                                                       |                                                       |                                                       |  |               |                                                      |                                                      |                                                      |                                                      |  |       |                                                             |                                                             |  |
|  |                                                                 |                                                                 | PSV Eindhoven (p.)                                              | 1                                                               | 0 | 1 (6)                 |                                                            |                                                            |                                                            |                                                            |  |                    |                                                       |                                                       |                                                       |                                                       |  |               |                                                      |                                                      |                                                      |                                                      |  |       |                                                             |                                                             |  |
|  | PSV Eindhoven                                                   | 2                                                               | PSV Eindhoven (p.)                                              | 1                                                               | 0 | 1 (6)                 | 2                                                          | 4                                                          |                                                            |                                                            |  |                    |                                                       |                                                       |                                                       |                                                       |  |               |                                                      |                                                      |                                                      |                                                      |  |       |                                                             |                                                             |  |
|  | PSV Eindhoven                                                   | 2                                                               |                                                                 |                                                                 |   |                       |                                                            |                                                            |                                                            |                                                            |  |                    |                                                       |                                                       |                                                       |                                                       |  |               |                                                      |                                                      |                                                      |                                                      |  |       |                                                             |                                                             |  |
|  | Helsingborgs                                                    | 0                                                               | 1                                                               | 1                                                               |   |                       |                                                            |                                                            |                                                            |                                                            |  |                    |                                                       |                                                       |                                                       |                                                       |  |               |                                                      |                                                      |                                                      |                                                      |  |       |                                                             |                                                             |  |
|  | Helsingborgs                                                    | 0                                                               | 1                                                               | 1                                                               |   |                       |                                                            |                                                            |                                                            |                                                            |  |                    |                                                       |                                                       |                                                       |                                                       |  |               |                                                      |                                                      |                                                      |                                                      |  |       |                                                             |                                                             |  |
|  |                                                                 |                                                                 |                                                                 |                                                                 |   |                       |                                                            |                                                            |                                                            |                                                            |  |                    |                                                       |                                                       |                                                       |                                                       |  |               |                                                      |                                                      |                                                      |                                                      |  |       |                                                             |                                                             |  |

## Dieciseisavos de final
Después de la fase de grupos, el día 21 de diciembre de 2007 se celebró el sorteo para asignar los emparejamientos de las dos rondas siguientes, disputadas como eliminatorias de ida y vuelta. Cada campeón de grupo en la ronda anterior quedó encuadrado junto a un tercer clasificado como local, con la ventaja de disputar la vuelta como local para el equipo campeón. Los segundos clasificados se enfrentaron a los repescados de la Liga de Campeones, también con ventaja de campo para el partido de vuelta.
Los partidos de ida se disputaron los días 13 y 14 de febrero. La vuelta de la eliminatoria se jugó el día 21 de febrero.

### Octavos de final
Las eliminatorias de octavos de final quedaron decididas en el mismo sorteo de los dieciseisavos de final, sin el uso de cabezas de serie. La ida de esta eliminatoria se disputará el 6 de marzo y la vuelta el 12 y 13 de marzo.

#### Anderlecht - Bayern de Múnich
| 6 de marzo de 2008 | Anderlecht | 0:5 (0:2) | Bayern de Múnich                                               | Estadio Constant Vanden Stock, Anderlecht                        |                                                                  |
|                    |            |           | Altintop 9' · Toni 45' · Podolski 57' · Klose 67' · Ribery 86' | Asistencia: 21.750 espectadores Árbitro(s): Olegario Benquerenca | Asistencia: 21.750 espectadores Árbitro(s): Olegario Benquerenca |

| 12 de marzo de 2008 | Bayern de Múnich | 1:2 (1:2) | Anderlecht               | Allianz Arena, Múnich                                   |                                                         |
|                     | Lúcio 9'         |           | Akin 20' · Yokovenko 35' | Asistencia: 63.000 espectadores Árbitro(s): Terje Hauge | Asistencia: 63.000 espectadores Árbitro(s): Terje Hauge |

#### Rangers - Werder Bremen
| 6 de marzo de 2008 | Rangers                | 2:0 (1:0) | Werder Bremen | Ibrox Stadium, Glasgow                                  |                                                         |
|                    | Cousin 45' · Davis 48' |           |               | Asistencia: 45.959 espectadores Árbitro(s): Alain Hamer | Asistencia: 45.959 espectadores Árbitro(s): Alain Hamer |

| 13 de marzo de 2008 | Werder Bremen | 1:0 (0:0) | Rangers | Weserstadion, Bremen                                       |                                                            |
|                     | Diego 58'     |           |         | Asistencia: 33.660 espectadores Árbitro(s): Martin Hansson | Asistencia: 33.660 espectadores Árbitro(s): Martin Hansson |

#### Olympique de Marsella - Zenit
| 6 de marzo de 2008 | Olympique de Marsella      | 3:1 (1:0) | Zenit        | Stade Vélodrome, Marsella                                |                                                          |
|                    | Cissé 37', 55' · Niang 48' |           | Arshavin 82' | Asistencia: 45.000 espectadores Árbitro(s): Knut Kircher | Asistencia: 45.000 espectadores Árbitro(s): Knut Kircher |

| 12 de marzo de 2008 | Zenit               | 2:0 (1:0) | Olympique de Marsella | Estadio Petrovsky, San Petersburgo                     |                                                        |
|                     | Pogrebniak 39', 78' |           |                       | Asistencia: 21.500 espectadores Árbitro(s): Mike Riley | Asistencia: 21.500 espectadores Árbitro(s): Mike Riley |

#### Tottenham Hotspur - PSV Eindhoven
| 6 de marzo de 2008 | Tottenham Hotspur | 0:1 (0:1) | PSV Eindhoven | White Hart Lane, Londres                                    |                                                             |
|                    |                   |           | Farfán 34'    | Asistencia: 33.259 espectadores Árbitro(s): Stephane Lannoy | Asistencia: 33.259 espectadores Árbitro(s): Stephane Lannoy |

| 12 de marzo de 2008 | PSV Eindhoven                                                        | 0:1 (0:0,0:1) (t. s.)(6–5 p.) | Tottenham Hotspur                                                   | Philips Stadion, Eindhoven                                          |                                                                     |
|                     |                                                                      |                               | Berbatov 81'                                                        | Asistencia: 33.000 espectadores Árbitro(s): Matteo Simone Trefoloni | Asistencia: 33.000 espectadores Árbitro(s): Matteo Simone Trefoloni |
|                     |                                                                      | Tiros desde el punto penal    |                                                                     |                                                                     |                                                                     |
|                     | Simons · Lazovic · Farfán · Salcido · Dzsudzsák · Bakkal · Marcellis |                               | Berbatov · O'Hara · Huddlestone · Bent · Jenas · Zokora · Chimbonda |                                                                     |                                                                     |

#### Bayer Leverkusen - Hamburgo
| 6 de marzo de 2008 | Bayer Leverkusen | 1:0 (0:0) | Hamburgo | BayArena, Leverkusen                                      |                                                           |
|                    | Gekas 77'        |           |          | Asistencia: 22.500 espectadores Árbitro(s): Craig Thomson | Asistencia: 22.500 espectadores Árbitro(s): Craig Thomson |

| 12 de marzo de 2008 | Hamburgo                                          | 3:2 (0:1) | Bayer Leverkusen         | AOL Arena, Hamburgo                                                  |                                                                      |
|                     | Trochowski 53' · Guerrero 65' · van der Vaart 81' |           | Barbarez 19' · Gekas 55' | Asistencia: 38.083 espectadores Árbitro(s): Alberto Undiano Mallenco | Asistencia: 38.083 espectadores Árbitro(s): Alberto Undiano Mallenco |

#### Fiorentina - Everton
| 6 de marzo de 2008 | Fiorentina                           | 2:0 (0:0) | Everton | Stadio Artemio Franchi, Florencia                         |                                                           |
|                    | Z. Kuzmanovic 70' · R. Montolivo 81' |           |         | Asistencia: 32.934 espectadores Árbitro(s): Paul Allaerts | Asistencia: 32.934 espectadores Árbitro(s): Paul Allaerts |

| 12 de marzo de 2008 | Everton                               | 2:0 (1:0, 2:0) (t. s.)(2–4 p.) | Fiorentina                              | Goodison Park, Liverpool                                   |                                                            |
|                     | Johnson 16' · Arteta 67'              |                                |                                         | Asistencia: 38.026 espectadores Árbitro(s): Eric Braamhaar | Asistencia: 38.026 espectadores Árbitro(s): Eric Braamhaar |
|                     |                                       | Tiros desde el punto penal     |                                         |                                                            |                                                            |
|                     | Gravesen · Yakubu · Arteta · Jagielka |                                | Pazzini · Montolivo · Osvaldo · Santana |                                                            |                                                            |

#### Bolton Wanderers - Sporting de Portugal
| 6 de marzo de 2008 | Bolton Wanderers | 1:1 (1:0) | Sporting de Portugal | Reebok Stadium, Bolton                                 |                                                        |
|                    | McCann 25'       |           | Vukcevic 69'         | Asistencia: 25.664 espectadores Árbitro(s): Alon Yefet | Asistencia: 25.664 espectadores Árbitro(s): Alon Yefet |

| 13 de marzo de 2008 | Sporting de Portugal | 1:0 (0:0) | Bolton Wanderers | Estadio José Alvalade, Lisboa                              |                                                            |
|                     | Bruno 85'            |           |                  | Asistencia: 22.031 espectadores Árbitro(s): Bertrand Layec | Asistencia: 22.031 espectadores Árbitro(s): Bertrand Layec |

#### Benfica - Getafe
| 6 de marzo de 2008 | Benfica       | 1:2 (0:1) | Getafe                    | Estádio da Luz, Lisboa                                        |                                                               |
|                    | Mantorras 76' |           | De la Red 25' · Pablo 67' | Asistencia: 25.000 espectadores Árbitro(s): Grzegorz Gilewski | Asistencia: 25.000 espectadores Árbitro(s): Grzegorz Gilewski |

| 12 de marzo de 2008 | Getafe    | 1:0 (0:0) | Benfica | Coliseum Alfonso Pérez, Getafe                            |                                                           |
|                     | Albín 77' |           |         | Asistencia: 14.000 espectadores Árbitro(s): Viktor Kassai | Asistencia: 14.000 espectadores Árbitro(s): Viktor Kassai |

### Cuartos de final

#### Bayern de Múnich - Getafe
| 3 de abril de 2008, 20:45 (CET) | Bayern de Múnich | 1:1 (1:0) | Getafe     | Allianz Arena, Múnich                                   |                                                         |
|                                 | Toni 26'         |           | Contra 90' | Asistencia: 62.000 espectadores Árbitro(s): Howard Webb | Asistencia: 62.000 espectadores Árbitro(s): Howard Webb |

| 10 de abril de 2008 | Getafe                                  | 3:3 (1:0, 1:1) (t. s.) | Bayern de Múnich             | Coliseum Alfonso Pérez, Getafe                              |                                                             |
|                     | Contra 44' · Casquero 91' · Braulio 93' |                        | Ribéry 89' · Toni 115', 120' | Asistencia: 16.300 espectadores Árbitro(s): Massimo Busacca | Asistencia: 16.300 espectadores Árbitro(s): Massimo Busacca |

#### Bayer Leverkusen - Zenit
| 3 de abril de 2008, 18:30 (CET) | Bayer Leverkusen | 1:4 (1:1) | Zenit                                                     | BayArena, Leverkusen                                             |                                                                  |
|                                 | Kiessling 34'    |           | Arshavin 20' · Pogrebniak 53' · Aniukov 61' · Denisov 64' | Asistencia: 19.500 espectadores Árbitro(s): Olegário Benquerença | Asistencia: 19.500 espectadores Árbitro(s): Olegário Benquerença |

| 10 de abril de 2008 | Zenit | 0:1 (0:1) | Bayer Leverkusen | Estadio Petrovsky, San Petersburgo                                 |                                                                    |
|                     |       |           | Bulykin 18'      | Asistencia: 21.500 espectadores Árbitro(s): Manuel Mejuto González | Asistencia: 21.500 espectadores Árbitro(s): Manuel Mejuto González |

#### Rangers - Sporting de Portugal
| 3 de abril de 2008, 20:45 (CET) | Rangers | 0:0 | Sporting de Portugal | Ibrox Stadium, Glasgow                                    |  |
|                                 |         |     |                      | Asistencia: 48.923 espectadores Árbitro(s): Yuri Baskakov |  |

| 10 de abril de 2008 | Sporting de Portugal | 0:2 (0:0) | Rangers                           | Est.José Alvalade, Lisboa                                 |                                                           |
|                     |                      |           | Darcheville 60' · Whittaker 90+2' | Asistencia: 31.155 espectadores Árbitro(s): Konrad Plautz | Asistencia: 31.155 espectadores Árbitro(s): Konrad Plautz |

#### Fiorentina - PSV Eindhoven
| 3 de abril de 2008, 20:45 (CET) | Fiorentina | 1:1 (0:0) | PSV Eindhoven  | Stadio Artemio Franchi, Florencia                           |                                                             |
|                                 | Mutu 56'   |           | Koevermans 63' | Asistencia: 34.317 espectadores Árbitro(s): Laurent Duhamel | Asistencia: 34.317 espectadores Árbitro(s): Laurent Duhamel |

| 10 de abril de 2008 | PSV Eindhoven | 0:2 (0:1) | Fiorentina    | Philips Stadion, Eindhoven                                        |                                                                   |
|                     |               |           | Mutu 38', 53' | Asistencia: 36.200 espectadores Árbitro(s): Luis Medina Cantalejo | Asistencia: 36.200 espectadores Árbitro(s): Luis Medina Cantalejo |

### Semifinales

#### Bayern de Múnich - Zenit
| 24 de abril de 2008 | Bayern de Múnich | 1:1 (1:0) | Zenit     | Allianz Arena, Múnich                                    |                                                          |
|                     | Ribéry 19'       |           | Lúcio 62' | Asistencia: 66.000 espectadores Árbitro(s): Ľuboš Micheľ | Asistencia: 66.000 espectadores Árbitro(s): Ľuboš Micheľ |

| 1 de mayo de 2008 | Zenit                                            | 4:0 (2:0) | Bayern de Múnich | Est. Petrovsky, San Petersburgo                                |                                                                |
|                   | Pogrebniak 4', 73' · Zyryanov 39' · Fayzulin 56' |           |                  | Asistencia: 21.000 espectadores Árbitro(s): Tom Henning Øvrebø | Asistencia: 21.000 espectadores Árbitro(s): Tom Henning Øvrebø |

#### Rangers - Fiorentina
| 24 de abril de 2008 | Rangers | 0:0 | Fiorentina | Ibrox Stadium, Glasgow                                     |  |
|                     |         |     |            | Asistencia: 49.199 espectadores Árbitro(s): Kyros Vassaras |  |

| 1 de mayo de 2008 | Fiorentina                                | 0:0 (t. s.)(2–4 p.)        | Rangers                                       | Stadio Artemio Franchi, Florencia                              |  |
|                   |                                           |                            |                                               | Asistencia: 39.130 espectadores Árbitro(s): Frank de Bleeckere |  |
|                   |                                           | Tiros desde el punto penal |                                               |                                                                |  |
|                   | Kuzmanović · Montolivo · Liverani · Vieri |                            | Ferguson · Whittaker · Papac · Hemdani · Novo |                                                                |  |

### Final
| 16         | POR        | Vyacheslav Malafeev |     |
| 22         | DEF        | Aleksandr Anyukov   |     |
| 4          | DEF        | Ivica Križanac      |     |
| 15         | DEF        | Román Shirókov      |     |
| 11         | DEF        | Radek Šírl          |     |
| 44         | MED        | Anatoliy Tymoschuk  |     |
| 18         | MED        | Konstantin Zyryanov |     |
| 27         | MED        | Igor Denisov        |     |
| 20         | DEL        | Viktor Fayzulin     | 90' |
| 10         | DEL        | Andréi Arshavin     |     |
| 9          | DEL        | Fatih Tekke         |     |
| Entrenador | Entrenador | Dick Advocaat       |     |

| 13         | POR        | Neil Alexander          |     |
| 21         | DEF        | Kirk Broadfoot          |     |
| 3          | DEF        | David Weir              |     |
| 25         | DEF        | Carlos Cuéllar          |     |
| 5          | DEF        | Saša Papac              | 77' |
| 7          | MED        | Brahim Hemdani          | 80' |
| 28         | MED        | Steven Whittaker        | 86' |
| 6          | MED        | Barry Ferguson          |     |
| 8          | MED        | Kevin Thomson           |     |
| 35         | MED        | Steven Davis            |     |
| 19         | DEL        | Jean-Claude Darcheville |     |
| Entrenador | Entrenador | Walter Smith            |     |

| 5 | DEF | Kim Dong-Jin | 90' |

| 10 | DEL | Nacho Novo    | 77' |
| 27 | DEL | Lee McCulloch | 80' |
| 9  | DEL | Kris Boyd     | 86' |

| Anotado | 72'   | Igor Denisov        | 1–0 |
| Anotado | 90+3' | Konstantin Zyryanov | 2–0 |

| Amonestado | 72'   | Igor Denisov        |
| Amonestado | 90+2' | Vyacheslav Malafeev |

| Amonestado | 90+4' | Kirk Broadfoot |

| Árbitro             | Peter Fröjdfeldt  |
| Árbitros asistentes | Stefan Wittberg   |
| Árbitros asistentes | Henrik Andren     |
| Cuarto árbitro      | Martin Ingvarsson |

| 16         | POR        | Vyacheslav Malafeev |     |
| 22         | DEF        | Aleksandr Anyukov   |     |
| 4          | DEF        | Ivica Križanac      |     |
| 15         | DEF        | Román Shirókov      |     |
| 11         | DEF        | Radek Šírl          |     |
| 44         | MED        | Anatoliy Tymoschuk  |     |
| 18         | MED        | Konstantin Zyryanov |     |
| 27         | MED        | Igor Denisov        |     |
| 20         | DEL        | Viktor Fayzulin     | 90' |
| 10         | DEL        | Andréi Arshavin     |     |
| 9          | DEL        | Fatih Tekke         |     |
| Entrenador | Entrenador | Dick Advocaat       |     |

| 13         | POR        | Neil Alexander          |     |
| 21         | DEF        | Kirk Broadfoot          |     |
| 3          | DEF        | David Weir              |     |
| 25         | DEF        | Carlos Cuéllar          |     |
| 5          | DEF        | Saša Papac              | 77' |
| 7          | MED        | Brahim Hemdani          | 80' |
| 28         | MED        | Steven Whittaker        | 86' |
| 6          | MED        | Barry Ferguson          |     |
| 8          | MED        | Kevin Thomson           |     |
| 35         | MED        | Steven Davis            |     |
| 19         | DEL        | Jean-Claude Darcheville |     |
| Entrenador | Entrenador | Walter Smith            |     |

| 5 | DEF | Kim Dong-Jin | 90' |

| 10 | DEL | Nacho Novo    | 77' |
| 27 | DEL | Lee McCulloch | 80' |
| 9  | DEL | Kris Boyd     | 86' |

| Anotado | 72'   | Igor Denisov        | 1–0 |
| Anotado | 90+3' | Konstantin Zyryanov | 2–0 |

| Amonestado | 72'   | Igor Denisov        |
| Amonestado | 90+2' | Vyacheslav Malafeev |

| Amonestado | 90+4' | Kirk Broadfoot |

| Árbitro             | Peter Fröjdfeldt  |
| Árbitros asistentes | Stefan Wittberg   |
| Árbitros asistentes | Henrik Andren     |
| Cuarto árbitro      | Martin Ingvarsson |

|                                           |
| Bandera de Rusia                          |
| Campeón Zenit San Petersburgo 1.er título |

## Máximos goleadores
Los máximos goleadores de la Copa de la UEFA 2007–08 fueron los siguientes:
| # | Jugador                | Club                  | Goles | Partidos |
| - | ---------------------- | --------------------- | ----- | -------- |
| 1 | Pavel Pogrebnyak       | Zenit                 | 10    | 13       |
| 1 | Luca Toni              | Bayern de Múnich      | 10    | 11       |
| 3 | Stefan Kießling        | Bayer Leverkusen      | 7     | 12       |
| 4 | Adrian Mutu            | Fiorentina            | 6     | 10       |
| 4 | Henrik Larsson         | Helsingborg           | 6     | 8        |
| 4 | Razak Omotoyossi       | Helsingborg           | 6     | 8        |
| 7 | Sergio Agüero          | Atlético de Madrid    | 5     | 7        |
| 7 | Dimitar Berbatov       | Tottenham Hotspur     | 5     | 8        |
| 7 | Fernando Cavenaghi     | Girondins de Bordeaux | 5     | 7        |
| 7 | Paolo Guerrero         | Hamburgo SV           | 5     | 9        |
| 7 | Miroslav Klose         | Bayern de Múnich      | 5     | 12       |
| 7 | Roland Linz            | Sporting Braga        | 5     | 8        |
| 7 | Dimitrios Papadopoulos | Panathinaikos         | 5     | 7        |
| 7 | Lukas Podolski         | Bayern de Múnich      | 5     | 12       |
| 7 | Jon Dahl Tomasson      | Villarreal            | 5     | 8        |

Fuente: UEFA.com (post-partido)